# Liste frühmittelalterlicher und romanischer Backsteinbauten
In der Stilepoche der Romanik entstanden in mehreren Regionen Europas Bauten aus Backstein. Schon im Frühmittelalter vom Ausgang des Altertums bis zum Einsetzen der Romanik wurde hier und da Backstein verwendet. Nicht zu vergessen ist auch der Backsteineinsatz in Regionen, in denen bis zum Beginn der Gotik in anderem Stil als der Romanik gebaut wurde.
In Gegenden, in denen schon im Altertum mit Backstein gebaut worden war, findet sich in vor-romanischen wie in romanischen Bauten außer bauzeitlich gebranntem Backstein auch wiederverwendeter aus römischen Ruinen.
Weitere Wiki-Materialien:

Wo kein deutschsprachiger Wikipediaartikel vorliegt, ist oft unter (CC) die Bildersammlung („Category“) in den Wikimedia Commons verlinkt.

## Deutschland
– Siehe auch: nördliche Backsteingotik in Deutschland und Backsteinbauwerke der Gotik in Süddeutschland –
Hintergrundinformationen:
- Bayerischer Denkmalatlas – Unter „Erweiterte Suche“ lassen sich mittels Eingabe des Denkmal-Aktenzeichens nähere Informationen zum Bauwerk und seinem Umfeld abrufen.
- Brandenburgisches Landesamt für Denkmalpflege – Direkt verlinkt sind Beschreibungen aus dem Dehio-Handbuch und regionalen Denkmalinventaren.
- Landesamt für Denkmalpflege Bremen – Direkt verlinkt sind die Datensätze der Denkmaldatenbank.

### Bayern

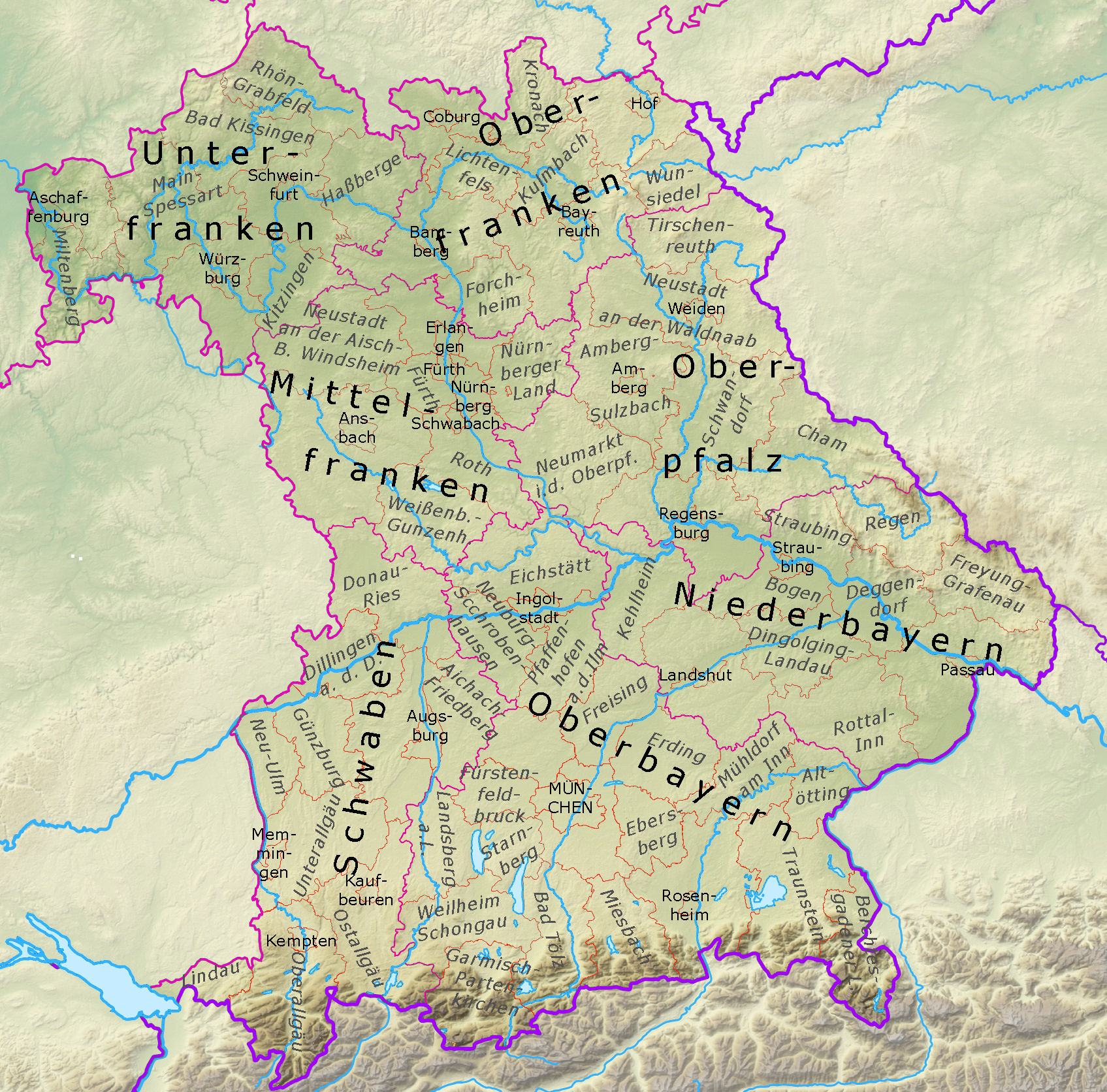
Bayern: Regierungsbezirke und Stadtkreise in Normalschrift, Landkreise kursiv. Wo ein Landkreis nach der umschlossenen kreisfreien Stadt benannt ist, steht der Name nur einmal.

– Siehe auch: Backsteinbauwerke der Gotik in Bayern –
Hintergrundinformationen:
- D = Datensatz im Bayerischen Denkmalatlas, die Aktennummern beginnen mit „D“
- Bei einigen Gebäuden ist unter „(CC)“ die zugehörige Bildersammlung in Wikimedia Commons verlinkt.

#### Bayrisch Schwaben
– Siehe auch: gotische Backsteinbauten in Bayrisch Schwaben –
| Ort                                   | Bauwerk, Dkm-Az.    | Bauzeit     | Anmerkungen                             | Fotos | Fotos |
| ------------------------------------- | ------------------- | ----------- | --------------------------------------- | ----- | ----- |
| Donauwörth, Bayr. Schwaben            | Stadtmauer          |             | ältere Teile unter Friedrich Barbarossa |       |       |
| Reisensburg, Günzburg, Bayr. Schwaben | Schloss Reisensburg | 13./14. Jh. | Bergfried romanisch und frühgotisch     |       |       |

#### Oberbayern
– Siehe auch: gotische Backsteinbauten in Oberbayern –
| Ort                                                               | Bauwerk, Dkm-Az.                                   | Bauzeit                                 | Anmerkungen                                                                                            | Fotos | Fotos |
| ----------------------------------------------------------------- | -------------------------------------------------- | --------------------------------------- | --- | ----- | ----- |
| Großeisenbach, Fahrenzhausen, Lkr. Freising, Oberbayern           | St. Quirinius und St. Leonhard D-1-78-123-9        | 1. Hälfte 13. Jh., barocker Ausbau 1732 | spätromanischer Saalbau mit leicht eingezogenem gerade schließendem Chorabschluss, Dachreiter modern   |       |       |
| Gundelshausen, Schweitenkirchen, Lkr. Pfaffenhofen                | Filialkirche St. Valentin und Martin D-1-86-152-20 | 13./14. Jh.                             | geschlämmter Backstein, spätromanisch                                                                  |       |       |
| Piedendorf, Au in der Hallertau, Lkr. Freising, Oberbayern        | St.-Nikolaus-Kirche                                | 1228–1253                               | heute geschlämmt, profanes Obergeschoss                                                                |       |       |
| Piesenkofen, Egglkofen, Lkr. Mühldorf, Oberbayern                 | St. Johann Baptist D-1-83-115-22                   | Ende 12./ Anf. 13. Jh.                  | Romanische Landkirche mit profanem Obergeschoss, urspr. höher, 2. Obergeschoss 1666 teilw. abgetragen. |       |       |
| Mühlried, Schrobenhausen, Lkr. Neuburg-Schrobenhausen, Oberbayern | St.-Ursula-Kirche (CC) D-1-85-158-101              | 13./14. Jh.                             | romanisch und gotisch, geschlämmter Backsteinbau                                                       |       |       |
| Wolfersdorf, Lkr. Freising, Oberbayern                            | St. Koloman in Thonhausen                          | 13. Jh.                                 | Wehrkirche mit profanem Obergeschoss, heute überwiegend verputzt                                       |       |       |

#### Niederbayern
– Siehe auch: gotische Backsteinbauten in Niederbayern –
| Ort                                                        | Bauwerk, Dkm-Az.                                        | Bauzeit                                 | Anmerkungen | Fotos             | Fotos |
| ---------------------------------------------------------- | ------------------------------------------------------- | --------------------------------------- | --- | ----------------- | ----- |
| Dechantsreit, Adlkofen, Lkr. Landshut, Niederbayern        | Bartholomäuskirche D-2-74-111-9                         | 2. H. 13. Jh.                           | stilistische Datierung ?                                                                                                  |                   |       |
| Fränkendorf, Simbach, Lkr. Dingolfing-Landau, Niederbayern | Filialk. St. Nikolaus Dehio BY III S. 128 D-2-79-135-29 | 12./13. Jh.                             | Südfassade des Schiffs mit roman. Formsteinfries; Polygonalchor u. Südturm 2. H. 15. Jh.                                  | Google Streetview |       |
| Gasseltshausen, Aiglsbach, Lkr. Kelheim, Niederbayern      | Unsere Liebe Frau D-2-73-113-6                          | um 1200                                 | profanes Obergeschoss |                   |       |
| Kleingundertshausen, Stadt Mainburg, Lkr. Kelheim          | Kirche St. Stephan (CC) D-2-73-147-23                   | spätromanisch, Spätmittelalter, 18. Jh. | spätromanische Chorturmkirche, gotischen und barocke Veränderungen, geschlämmter Backstein                                |                   |       |
| Preisenberg, Kumhausen, Lkr. Landshut, Niederbayern        | Filialk. Mariä Himmelfahrt D-2-74-146-17                | Turm Anf. 13. Jh.                       | romanischer Chorturm aus Sichtbackstein, verputztes spätgotisches Schiff (15. Jh.)                                        |                   |       |
| Landshut, Niederbayern                                     | Burg Trausnitz D-2-61-000-563 id=13286                  | 1150–1503                               | spätromanisch und gotisch; spätere Umbauten und Ergänzungen nicht mehr in Sichtbackstein (Renaissance und Neorenaissance) |                   |       |

### Südwestdeutschland
| Ort                                     | Bauwerk                    | Bauzeit         | Anmerkungen | Fotos | Fotos |
| --------------------------------------- | -------------------------- | --------------- | --- | ----- | ----- |
| Rheinmünster, Lkr. Rastatt, Baden       | Münster Schwarzach         | 1140–1190       | in Buntsandstein begonnen, dann Backstein; innen verputzt, Bögen mit aufgemalter Quaderung |       |       |
| Seligenstadt, Lkr. Offenbach, Südhessen | St. Marcellinus und Petrus | um 800          | Reste der karolingischen Basilika; Chor u. Vierungsturm 13. Jh., Spätromanik und Gotik, barocke Erneuerungen später revidiert, Turmfassade und Außenwände der Seitenschiffe im 19. Jh. ersetzt |       |       |
| Seligenstadt, Lkr. Offenbach, Südhessen | Romanisches Haus           | 1186/87         | Giebelstufen, Laubenbögen und einige Fenster- bzw. Blendenfassungen aus Backstein |       |       |
| Steinbach, Michelstadt, Odenwaldkreis   | Einhardsbasilika           | 815–827         | Tonnengewölbe der Krypta und Säulen der Arkaden aus Backstein; Arkadenbögen und Außenwände Naturstein                                                                                          |       |       |
| Trier                                   | Dom                        | Fassade um 1040 | Ausgleichsschichten aus Backstein in Apsis, Treppentürmen und Galerierückwänden, Backsteindurchschüsse in einigen Bögen (Achtung: einiger Buntsandstein)                                       |       |       |
| Trier                                   | Frankenturm                | 11. Jh.         | dekorative Backsteinbänder |       |       |

### Thüringen
– Gotische Backsteinbauten in Thüringen gibt es anscheinend keine. –
| Ort       | Bauwerk                                       | Bauzeit          | Anmerkungen                                 | Fotos | Fotos |
| --------- | --------------------------------------------- | ---------------- | ------------------------------------------- | ----- | ----- |
| Altenburg | „Rote Spitzen“, Turmpaar der Augustinerkirche | vor 1172         |                                             |       |       |
| Altenburg | Burg Altenburg                                |                  | Backsteinteile heute weitestgehend verputzt |       |       |
| Greiz     | Oberes Schloss                                | 12. oder 13. Jh. | Palas und Sechseckturm, heute verputzt      |       |       |

### Sachsen
– Siehe auch: Backsteingotik in Sachsen –
Anzahl der Bauwerke: 5
| Ort       | Bauwerk                       | Bauzeit                                   | Anmerkungen | Fotos | Fotos |
| --------- | ----------------------------- | ----------------------------------------- | --- | ----- | ----- |
| Altzella  | Kloster Altzella              | vor 1175                                  | Zisterzienserkloster |       |       |
| Borna     | Kunigundenkirche              | vor 1200                                  | spätromanisch |       |       |
| Eilenburg | Sorbenturm der Burg Eilenburg | um 1200                                   | gelber Backstein |       |       |
| Lunzenau  | Schloss Rochsburg             | ab Anf. 13. Jh.                           | Nordflügel wohl roman. Palas, sonst Gotik und Renaissance, heute vollständig verputzt                                                          |       |       |
| Remse     | Kloster Remse                 | 3. Drittel 12. Jh. (?) od. frühes 13. Jh. | „Roter Stock“, Westriegel der Kirche, heute Wohnhaus, Backstein über Erdgeschoss aus Haustein, Nordfenster und Friese spitz ⇒ eher frühgotisch |       |       |

### Sachsen-Anhalt
– Siehe auch: Backsteingotik in Sachsen-Anhalt –
Anzahl der Bauwerke: 29
| Ort                                  | Bauwerk                                       | Bauzeit                                  | Anmerkungen | Fotos | Fotos |
| ------------------------------------ | --------------------------------------------- | ---------------------------------------- | --- | ----- | ----- |
| Axien, Annaburg                      | Dorfkirche Axien                              | 2. V. 13. Jh.                            | Apsis romanisch, urspr. alle Fenster rundbogig, Chorquadrum Kreuzgratgewölb, Triumphbogen spitz, Schiff ungewölbt                                                         |       |       |
| Burg Anhalt (bei Harzgerode)         | Burg Anhalt (bei Harzgerode)                  | 1123 und 1147                            | Höhenburg der Askanier, nur noch geringe Mauerreste |       |       |
| Arendsee (Altmark)                   | Klosterkirche                                 | 1184–1240, bereits 1208 geweiht          | |       |       |
| Beuster                              | Stiftskirche St. Nikolaus                     | 12. Jh. (Chor 1172 fertig)               | |       |       |
| Berge bei Werben (Elbe)              | Dorfkirche St. Nikolaus                       | 1221/22                                  | ungewöhnlich große Dorfkirche |       |       |
| Diesdorf                             | Augustiner-Chorherren und Nonnenklosterkirche | 1161–1220                                | romanisch begonnen, gotisch vollendet |       |       |
| Fischbeck (Elbe)                     | Dorfkirche                                    | um 1220–1250                             | im Übergang romanischer und gotischer Formen begonnen, also nicht wirklich romanisch                                                                                      |       |       |
| Giesenslage bei Behrendorf (Altmark) | Dorfkirche                                    | vermutl. spätes 12. Jh.                  | sorgfältig gemauert, besonders gut erhalten |       |       |
| Jessen (Elster)                      | Schloss Jessen                                | Anf. bis Mitte 13. Jh.                   | als Basis der heutigen Schlossgebäude Ringmauer der Motte, ohne Stilmerkmale, heute geschlämmt                                                                            |       |       |
| Jerichow                             | Stiftskirche                                  | 1149–1172 oder 1160–1187±10(d)           | ehem. Prämonstratenserstift; vielleicht ältester Backsteinbau östlich der Elbe; um 1200 Nebenapsiden durch Nebenchöre ersetzt, Türme 1256(d)–1262(d), Helme 2. H. 15. Jh. |       |       |
| Jerichow                             | Markt-/Stadtkirche                            | 1. Viertel des 13. Jh.                   | spätromanisch |       |       |
| Klein Rosenburg, Stadt Barby         | Burg Klein Rosenburg                          | erhaltener Torturm „wohl noch romanisch“ | erhaltener Torturm „wohl noch romanisch“ |       |       |
| Klietznick                           | Dorfkirche                                    | um 1200                                  | |       |       |
| Königsmark                           | Dorfkirche                                    | vermutl. 12. Jh.                         | ursprünglich dreischiffige Basilika |       |       |
| Königsmark                           | Dorfkirche Wolterslage                        |                                          | Turm romanisch, Schiff gotisch umgebaut |       |       |
| Krüden                               | Dorfkirche                                    | vermutl. 13. Jh.                         | |       |       |
| Landsberg (Saalekreis)               | Doppelkapelle Sanctae Crucis (Burgkapelle)    | bis 1185                                 | Apsiden der Oberkapelle und Friese in Backstein,br />sonst Haustein,br />sehr flache Ziegelsteine                                                                         |       |       |
| Mangelsdorf bei Jerichow             | Dorfkirche                                    | um 1200                                  | Saalkirche mit eingezogenem Chor und Apsis, Westturm nach Blitzschlag 1825 neu errichtet                                                                                  |       |       |
| Melkow, Wust (Wust-Fischbeck)        | Dorfkirche                                    | um 1200                                  | Saalkirche |       |       |
| Mildensee (zu Dessau-Roßlau)         | Pötnitzer Kirche                              | 1198 geweiht                             | dreischiffige Basilika |       |       |
| Redekin (zu Jerichow)                | Dorfkirche                                    | um 1170                                  | |       |       |
| Salzwedel                            | Lorenzkirche                                  | 13. Jahrhundert                          | dreischiffige Basilika, Arkaden und Westportal rundbogig, Übriges frühgotisch                                                                                             |       |       |
| Sandau (Elbe)                        | St. Laurentius und St. Nikolaus               | um 1200                                  | dreischiffige Pfarrkirche |       |       |
| Schönhausen (Elbe)                   | St. Marien und Willebrord                     | 1212 geweiht                             | spätromanisch; Taufkirche Otto von Bismarcks |       |       |
| Stendal                              | „Dom“ St. Nikolaus                            | ab 1188                                  | im frühgotischen Westbau Reste des romanischen Anfangs erhalten; eigentl. Kirche spätgotische Stufenhalle mit kreuzförmigem Grundriss                                     |       |       |
| Werben (Elbe)                        | Romanisches Haus                              | Anfang 13. Jh.                           | mehrere romanische Wandöffnungen und eine gotische, Wohl hochrangiges Wohngebäude der Johanniter-Komturei, sakrale Nutzung („Lambertuskapelle“) strittig                  |       |       |
| Wulkow                               | St.-Annen-Kirche Großwulkow                   | um 1170                                  | |       |       |
| Wulkow                               | Dorfkirche Kleinwulkow                        | um 1200                                  | Filialkirche zu Großwulkow |       |       |
| Wust                                 | Dorfkirche                                    | um 1200                                  | Turm 18. Jh. |       |       |

### Brandenburg
– Siehe auch: Backsteingotik in Brandenburg und Berlin –
Anzahl der Bauwerke: 10

#### Brandenburg (West)
– Mark Brandenburg seit 1150 –
Anzahl der Bauwerke: 5
| Ort                                                           | Bauwerk                                      | Bauzeit           | Anmerkungen                                                                                           | Fotos | Fotos |
| ------------------------------------------------------------- | -------------------------------------------- | ----------------- | --- | ----- | ----- |
| Brandenburg/Havel                                             | Dom St. Peter und Paul, DT-BB 1.1 S. 50 ff.  | Grundstein 1165   | ab etwa 1222 frühgotischer Umbau, jedoch Erhalt der romanischen Arkaden                               |       |       |
| Brandenburg/Havel                                             | Nikolaikirche                                | ab etwa 1170      | mutmaßlich Pfarrkirche für eine nicht weiter entwickelte Kaufmannssiedlung                            |       |       |
| Lehnin                                                        | Kloster Lehnin, DT-PM S. 317 ff.             | 1185 bis 1235     | östliche teile bis einschl. östliches Langhausjoch romanisch, übriges Langhaus (bis 1260) frühgotisch |       |       |
| Pechüle, Treuenbrietzen                                       | Dorfkirche                                   | 1. Hälfte 13. Jh. | Saalbau mit eingezogenem Chor und Apsis; Turm 14. Jh., Gewölbe um 1500                                |       |       |
| Schmetzdorf, Milower Land, zw. Jerichow u. Premnitz/Havelland | Dorfkirche, BLDAM 09150401, Dehio BB S. 1020 | 1223              | Fenster teilweise 1962–64 re-romanisiert; Glockengeschoss beginnend gotisch                           |       |       |

#### Lausitz
– seit dem 11. Jahrhundert zur Nordmark bzw. Markgrafschaft Meißen, im 12. Jahrhundert eigenständige Markgrafschaft Lausitz –
| Ort                             | Bauwerk                                  | Bauzeit | Anmerkungen | Fotos | Fotos |
| ------------------------------- | ---------------------------------------- | --- | --- | ----- | ----- |
| Doberlug-Kirchhain, Elbe-Elster | Kloster Dobrilugk, D-BB S. 244ff         | ehem. Zisterzienserkloster, Kirche 1. H. 13. Jh., Gewölberippen (ab 2. V. 13. Jh.) aus Formsteinen mit unterschiedlichen Profilen; wenige gotische Veränderungen, | ehem. Zisterzienserkloster, Kirche 1. H. 13. Jh., Gewölberippen (ab 2. V. 13. Jh.) aus Formsteinen mit unterschiedlichen Profilen; wenige gotische Veränderungen, |       |       |
| Lindena                         | Dorfkirche Lindena, D-BB S. 626          | um 1220–1243(d) | dreischiffige Basilika, ungegliederte Apsishalbkuppel noch romanisch, übrige Gewölbe gotisch, schon Fenster und Fries der Apsis spitzbogig                        |       |       |
| Schönborn (Niederlausitz)       | Dorfkirche, D-BB S. 1023 f.              | 1. Hälfte 13. Jh. | romanischer Saalbau |       |       |
| Steinkirchen, Lübben            | Sankt-Pankratius-Kirche, Dehio BB S. 662 | Schiff 1. H. 13. Jh. ganz aus Backstein; Chor in der 2. H. 13. Jh. mit Feldsteinquadern (aber Backsteinfenstern) gotisch erweitert                                | Schiff 1. H. 13. Jh. ganz aus Backstein; Chor in der 2. H. 13. Jh. mit Feldsteinquadern (aber Backsteinfenstern) gotisch erweitert                                |       |       |

#### Uckermark
– bis 1230 zu Pommern –
| Ort        | Bauwerk                   | Bauzeit        | Anmerkungen | Fotos | Fotos |
| ---------- | ------------------------- | -------------- | --- | ----- | ----- |
| Angermünde | Burg Stolpe, D-BB S. 1078 | spätes 12. Jh. | Backsteinmaterial nach chemischen Befunden aus Schonen, heute Südschweden; abgesehen von einem Turm überwiegend Bodendenkmal |       |       |

### Mecklenburg-Vorpommern
– Siehe auch: Backsteingotik in Mecklenburg-Vorpommern –
Anzahl der Bauwerke: 15

#### Mecklenburg
– Siehe auch: Backsteingotik in Mecklenburg –
Anzahl der Bauwerke: 11
| Ort                   | Bauwerk                                 | Bauzeit | Anmerkungen | Fotos | Fotos |
| --------------------- | --------------------------------------- | --- | --- | ----- | ----- |
| Benthen               | Dorfkirche                              | 1267 | dreiseitige Apsis der Feldsteinkirche, verspätete Romanik |       |       |
| Bad Doberan           | Doberaner Münster                       | 1186–1232 | romanische Reste in der Westwand der hochgotischen Kirche (1283–1296) |       |       |
| Gadebusch             | Stadtkirche St. Jakob und St. Dionysius | Vierstützenhalle „um 1200 bis 1220“ frühe Hallenkirche mit überw.rundbogigem Kreuzgratgewölbe; 1432 Chor ersetzt, als gotische Pseudobasilika | Vierstützenhalle „um 1200 bis 1220“ frühe Hallenkirche mit überw.rundbogigem Kreuzgratgewölbe; 1432 Chor ersetzt, als gotische Pseudobasilika |       |       |
| Kirchdorf, Insel Poel | Dorfkirche                              | 1240 | Reste des romanischen Langhauses an der Ecke und wohl verborgen im Mauerwerk des hochgotischen Langhauses, für das das Dachwerk des niedrigeren Vorgängers weitgehend übernommen wurde; Schallluken und Friese des Turms angesichts der Spitzbögen von Westportal, Dreiblende und unteren Seitenfenstern eher romanische Formen in gotischer Zeit |       |       |
| Klütz                 | Marienkirche                            | 1248(d) | Rechteckchor von zwei Jochen, domikales Kreuzgratgewölbe, Fensterbögen in verschiedenen Ebenen teils rund, teils spitz, Langhaus um 1280 gotisch |       |       |
| Marlow                | Stadtkirche                             | 1244 geweiht | Arkaden der ehem. Basilika rundbogig, Wandöffnungen alle schon etwas spitz |       |       |
| Lübow                 | Dorfkirche                              | 1. Hälfte des 13. Jh. | wahrscheinlich Residenzkirche der nahegelegenen Burg Mecklenburg |       |       |
| Neuburg bei Wismar    | Dorfkirche, D-MV, S. 397 f.             | 1242(d)–1251(d) | urspr. Basilika, Seitenschiffe um 1300 abgetragen, Chor u. Schiff Übergangsstil: runde Arkadenbögen u. Priesterpforte, Chor u. Sakristei Kreuzgratgewölbe, Fensterzone spitzbogig; Turm gotisch |       |       |
| Neukloster            | Klosterkirche                           | vor 1227 | nur Untergeschoss der östlichen Teile romanisch, darüber ab kurz vor 1243(d) gotisch, ebenso das anschließend errichtete Langhaus |       |       |
| Rehna                 | Kloster Rehna                           | 1230/1240 | im 15. Jh. gotisch umgebaut; spätromanisch Westportal und dem Kreuzgang zugewandte Südwand |       |       |
| Vietlübbe bei Dragun  | Dorfkirche Vietlübbe                    | frühes 13. Jh. | Grundriss griechisches Kreuz aus 5 fast quadratischen Räumen |       |       |

#### Insel Rügen
– Siehe auch: Backsteingotik auf der Insel Rügen –
Anzahl der Bauwerke: 4
| Ort          | Bauwerk             | Bauzeit            | Anmerkungen | Fotos | Fotos |
| ------------ | ------------------- | ------------------ | --- | ----- | ----- |
| Altenkirchen | Pfarrkirche         | wohl ab etwa 1185  | Apsis romanisch, sonst gotisch ersetzt; Kirche nahe der vormaligen slawischen Svantovit-Kultstätte auf Kap Arkona                                                                   |       |       |
| Bergen       | St.-Marien-Kirche   |                    | Querhaus romanisch, sonst gotisch ersetzt |       |       |
| Sagard       | St.-Michael-Kirche  | Mitte 13. Jh.      | romanische Obergaden heute unter Dach verdeckt, Chor um 1400 ersetzt, Turm um 1500 angefügt, Südseitenschiff außen barock, innen nachgotisch, Nordseitenschiff außen stark erneuert |       |       |
| Schaprode    | St.-Johannis-Kirche | Anfang des 13. Jh. | Chor romanisch, Schiff gotisch |       |       |

### Schleswig
– Siehe auch: Backsteingotik in Schleswig-Holstein und Hamburg –
Im Mittelalter ein Teil Dänemarks, im 12./13. Jahrhundert oft von einem jüngeren Bruder des dänischen Königs regiert.
| Ort                       | Bauwerk             | Bauzeit          | Anmerkungen | Fotos | Fotos |
| ------------------------- | ------------------- | ---------------- | --- | ----- | ----- |
| Poppenbüll, Eiderstedt    | St. Johannis-Kirche |                  | gegründet 1113 |       |       |
| Karlum                    | Kirche Karlum (CC)  | um 1200          | zwei Fenster in originaler Form |       |       |
| Keitum, Sylt              | Severinskirche      | 1216 (d)         | oberhalb des Granitquadermauerwerks Bänderung aus Tuff- und Backstein, durch Schlämmung unkenntlich; Turm spätgotisch                                                        |       |       |
| Leck (Nordfriesland)      | St. Willehad        | um 1200          | Nordwand der mittelalterlichen Kirche in Neubau von 1807 erhalten, Granitquader, Backstein ab Höhe der Fensterkämpfer                                                        |       |       |
| Mildstedt                 | St.-Lamberti-Kirche | 13. Jahrhundert  | |       |       |
| Neukirchen, Nordfriesland | Johanniskirche      | um 1230          | |       |       |
| Rieseby                   | Dorfkirche          | um 1220/1230     | |       |       |
| Schleswig                 | Dom                 | 1134 bis um 1200 | Granit, Tuffstein und Backstein, 1275 bis 1300 zur gotischen Hallenkirche umgebaut, Turm neugotisch, nach 1945 Heimatschutzstil, nördl. Querhausgiebel romanischer Backstein |       |       |

### Holstein
– Siehe auch: Backsteingotik in Schleswig-Holstein und Hamburg –
Anzahl der Bauwerke: 7
| Ort                   | Bauwerk             | Bauzeit                                        | Anmerkungen                                                                                                | Fotos | Fotos |
| --------------------- | ------------------- | ---------------------------------------------- | --- | ----- | ----- |
| Altenkrempe           | Basilika            | zwischen 1190 und 1240                         | |       |       |
| Eutin                 | St. Michaelis       | 1. Dr. 13. Jh.                                 | 15. Jh. Ersatz der Gewölbe                                                                                 |       |       |
| Lübeck                | Dom                 | 1173 begonnen                                  | Türme und Mittelschiff des Langhauses romanisch, Chor und Seitenschiffe gotisch                            |       |       |
| Mölln                 | St. Nicolai         | Anf. 13. Jh.                                   | Basilika                                                                                                   |       |       |
| Oldenburg in Holstein | St.-Johannis-Kirche | 1156–1160                                      | älteste Backsteinkirche Nordeuropas                                                                        |       |       |
| Ratzeburg             | Dom                 | 1160–1220                                      | |       |       |
| Bad Segeberg          | Marienkirche        | 1156 Grundsteinlegung / Fertigstellung um 1216 | Baubeginn dieser spätromanischen Gewölbebasilika etwas vor Ringsted (1169), aber deutlich nach Lund (1104) |       |       |

### Niedersachsen und Bremen
– Siehe auch: Backsteingotik in Niedersachsen und Bremen –
Anzahl der Bauwerke: 47

#### Friesische Gebiete
– Siehe auch: Backsteingotik in den friesische Gebieten Niedersachsens –
– westlich der Weser Ostfriesland, Östringen, Wangerland, Rüstringen, östlich der Weser das Land Wursten –
Anzahl der Bauwerke: 27
| Ort                                          | Bauwerk                         | Bauzeit | Anmerkungen | Foto |
| -------------------------------------------- | ------------------------------- | --- | --- | ---- |
| Bagband (Großefehn, Ostfriesland)            | Bagbander Kirche                | Mitte 13. Jh. | |      |
| Bingum (zu Leer, Ostfriesland)               | Matthäikirche                   | 1. Viertel des 13. Jh. | |      |
| Blexen (Wesermündung)                        | St. Hippolyt                    | Chor ab etwa 1150, Komposition aus Sandsteinquadern (Sockel und Ecklisenen) mit Wandflächen aus wechselnden Lagen von Tuff und Backstein. Anschließend Schiff aus Tuffstein; Turm 13. Jh. u. spätere Reparaturen; Chorgiebel nach Weihnachtsflut 1717 mit grauem Backstein repariert. | Chor ab etwa 1150, Komposition aus Sandsteinquadern (Sockel und Ecklisenen) mit Wandflächen aus wechselnden Lagen von Tuff und Backstein. Anschließend Schiff aus Tuffstein; Turm 13. Jh. u. spätere Reparaturen; Chorgiebel nach Weihnachtsflut 1717 mit grauem Backstein repariert. |      |
| Bunde (Ostfriesland)                         | Reformierte Kirche (Bunde)      | um 1200 | romanisch begonnen |      |
| Canum (Krummhörn, Ostfriesland)              | Canumer Kirche                  | 3. Viertel des 13. Jh. | angedeutet konvexe Längsseiten |      |
| Ditzum (Rheiderland)                         | Ditzumer Kirche                 | Anfang oder Mitte des 13. Jh. | |      |
| Dunum (Esens, Ostfriesland)                  | Dunumer Kirche                  | 1200–1220 | |      |
| Eilsum, Krummhörn, Lkr. Aurich               | Eilsumer Kirche, D-ND S. 425    | 1230–1260 | romano-gotisch: Fenster und Blenden mit teils runden, teils leicht angespitzten Bögen höhengestaffelt an den konvexen Längsfassaden, innen spitzbogige Kreuzrippengewölbe, einziger Chorturm Ostfrieslands                                                                            |      |
| Emden                                        | Große Kirche                    | um 1200 | romanisch, später gotisch erweitert, nach Kriegszerstörung 1943 Neubau 1948/49, altes Kirchengebäude 1995 Bibliothek |      |
| Engerhafe                                    | Johanneskirche                  | romanisch um 1240 | westliche Teile gotisch 1260–1270, 1775 Gewölbe eingestürzt, 1806 Apsis und westlichstes Joch abgebrochen, 1908–1910 östliches Joch entfernt, Ost- und Südwand des letzten roman. Joches neu                                                                                          |      |
| Fedderwarden (Wilhelmshaven)                 | St.-Stephanus-Kirche            | um 1250 | romano-gotisch, Turm 1875 angebaut |      |
| Freepsum (Krummhörn)                         | Freepsumer Kirche               | um 1260 | |      |
| Golzwarden (Stadland)                        | St.-Bartholomäus-Kirche         | 1263 | Nordwand mit Feldsteinen gemischt, Schiffsfenster teilw. gotisch verändert, Chor neuer |      |
| Hage (Ostfriesland)                          | St.-Ansgari-Kirche              | 1220 | |      |
| Hinte (Ostfriesland)                         | Glockenhaus der Kirche in Hinte | 13. Jh. | |      |
| Holtgaste (Rheiderland)                      | Liudgeri-Kirche                 | 1. Hälfte des 13. Jh. | |      |
| Holtrop (Großefehn, Ostfriesland)            | Holtroper Kirche                | Mitte 13. Jh. | |      |
| Midlum, Rheiderland                          | Midlumer Kirche                 | Anfang oder Mitte des 13. Jh. | Schiff um 1840 stark verändert |      |
| Misselwarden, Land Wursten, Lkr. Cuxhaven    | Katharinenkirche (CC)           | 13. Jh. | Chor um 1500, gotisch |      |
| Norden (Ostfriesland)                        | Ludgeri-Kirche                  | 1200–1220 oder 1230–1250 | Schiff im Kern romanisch, aber Westgiebel wohl 1300 gotisch erneuert, Fenster 1840 neugotisch; Querhaus und Chor gotische Erweiterung |      |
| Pilsum (Krummhörn)                           | Pilsumer Kreuzkirche            | 13. Jh. | Schiff (ältester Teil) romanisch, Querhaus und Chorquadrum frühgotisch, Apsiden (Hauptapsis jüngster Teil) romanisch |      |
| Sengwarden (Wilhelmshaven)                   | St.-Georgs-Kirche               | um 1250 | im 15. Jh. gotisiert |      |
| Strackholt (Großefehn, Ostfriesland)         | Barbara-Kirche                  | um 1240 | |      |
| Suurhusen (Hinte, Ostfriesland)              | Suurhuser Kirche                | Schiff Mitte 13. Jh., später etwas verändert, (schiefer) Turm um 1450 aber in romanischem Stil | Schiff Mitte 13. Jh., später etwas verändert, (schiefer) Turm um 1450 aber in romanischem Stil |      |
| Varel (Landkreis Friesland)                  | „Schlosskirche“                 | Backstein ab etwa 1200 | mehrere Erweiterungen eines einfachen Feldsteinbaus; teilweise zweischalig, außen Granit, innen Backstein; Gewölbe ab Mitte 13. Jh. spitzbogig; stark divergente Datierungen der Ostverlängerung aus Querhaus und Chor (Ende 13. Jh. oder sptes 15. Jh.)                              |      |
| Victorbur (Südbrookmerland, Ostfriesland)    | Dorfkirche St. Victor           | 1. Hälfte 13. Jahrhundert | Saalkirche |      |
| Wiegboldsbur (Südbrookmerland, Ostfriesland) | Wibadi-Kirche                   | um 1250 | |      |

#### Übriges Elbe-Weser- und Weser-Ems-Gebiet
– Siehe auch: Backsteingotik im übriges Elbe-Weser- und Weser-Ems-Gebiet –
| Ort                                       | Bauwerk                                    | Bauzeit | Anmerkungen | Fotos | Fotos         |
| ----------------------------------------- | ------------------------------------------ | --- | --- | ----- | ------------- |
| Achim, Lkr. Verden                        | Laurentius- kirche                         | 13. Jh. | obere Turmgeschosse romanisch aus Backstein; Chor und südliches Querschiff gotisch |       |               |
| Barnstorf (Landkreis Diepholz)            | St.-Veit- Kirche                           | 1264 | einschiffig, Kreuzgratgewölbe |       |               |
| Bassum                                    | Stiftskirche                               | 13. Jh. | romanisch begonnen, gotisch vollendet Hallenkirche mit gebundenem System |       |               |
| Barrien, Syke                             | Bartholomäus- kirche                       | Turm sp. 12. Jh./ fr. 13. Jh. | Datierung anhand Sandsteinsockel, Kreuzgratgewölbe aus Backstein im Turmerdgeschoss, Außenhaut außer Ostseite neuzeitlich erneuert; Schiff älter, Backstein an Schiff und Chor gotisch |       | 1. OG im Turm |
| Bremer Blockland                          | Wasserhorster Kirche, BLD 00001200         | Turm 13. Jh. | romanisch und gotisch; Schiff 1743 ersetzt |       |               |
| Bruch, Aschwarden                         | Kirche                                     | um 1200 | ein romanisches Portal vermauert erhalten, runder Triumphbogen zum Chor, Fenster später verändert                                                                                      |       |               |
| Bücken (Weser)                            | Stiftskirche St. Materniani et St. Nicolai | Steinbau aus dem 11. Jh. im 13. Jh. in Backstein erweitert, dabei Türme romanisch mit Werksteingliederungen, Ostgiebel gotisch mit verputzten Blenden         | Steinbau aus dem 11. Jh. im 13. Jh. in Backstein erweitert, dabei Türme romanisch mit Werksteingliederungen, Ostgiebel gotisch mit verputzten Blenden                                  |       |               |
| Hassel (Weser)                            | St. Cosmae et Damiani                      | Backstein 13. Jh. | Saal Kreuzgratgewölbe; 1. Chorjoch Bruchstein 11./12. Jh. |       |               |
| Heiligenfelde (Syke)                      | Michaels- Kirche                           | Anfang des 13. Jh. | roman. Backsteinturm, roman. Feldsteinschiff, Gewölbe und Chorgiebel gotisch aus Backstein                                                                                             |       |               |
| Kirchweyhe                                | Felicianus- kirche                         | Turm um 1250 | Schiff 1906 durch ein neugotisches ersetzt |       |               |
| Neuenkirchen (SG Schwaförden, bei Bassum) | St. Katharinen- Kirche                     | Mitte 12. Jh. | Turm erst 1788/90 |       |               |
| Nordwohlde, Bassum                        | Dorfkirche                                 | 13. Jh. | Saalkirche, westlicher Teil des Schiffes in Feldstein, Fenster in Backstein vergrößert; Backsteinchor 16./17. Jh.                                                                      |       |               |
| Osterholz-Scharmbeck, Lkr. Osterholz      | Klosterkirche St. Marien, D-NDS S. 1071/72 | 1186–1197 | urspr. romanische Backsteinbasilika 1186–1197, nach Brand ab 1345 gotischer Umbau zur zweischiffigen Hallenkirche, im 18. Jh. stark erneuert                                           |       |               |
| Verden (Aller)                            | Turm des Doms                              | Backstein ab 1150 | kleines Ziegelformat (wie kurz zuvor in Italien entwickelt), Fensterverteilung nach ital. Vorbild (z. B. Pomposa), Westseite 1583 mit Sandstein verblendet                             |       |               |
| Verden (Aller)                            | St. Johannis- Kirche                       | ab M. 12. Jh. | Schiff zwischen 1370 und 1408 um gotische Seitenschiffe erweitert, an der Ostwand des Mittelschiffs kleine „italienische“ Ziegel                                                       |       |               |
| Verden (Aller)                            | St. Andreas- Kirche                        | Backstein ab 1205 od. 1220 | untere Geschosse des Westturms aus Sandstein |       |               |
| Wildeshausen (Landkreis Oldenburg)        | Alexander- kirche                          | 1. V. 13. Jh. | Chor u. Schiff spätromanisch, 1664 mehrere Fenster „gotisch“ vergrößert; Turm ab 1224, frühgotisch                                                                                     |       |               |
| Bad Zwischenahn (Ammerland)               | St.-Johannes- Kirche                       | - im 12. Jh. in Feldstein begonnen, dann Granitquader, dann romanischer Backsteinbau, dann gotischer - hat einen Westturm und einen freistehenden Glockenturm | - im 12. Jh. in Feldstein begonnen, dann Granitquader, dann romanischer Backsteinbau, dann gotischer - hat einen Westturm und einen freistehenden Glockenturm                          |       |               |

#### Östliches Niedersachsen
– Siehe auch: Backsteingotik im östlichen Niedersachsen –
| Ort                                    | Bauwerk                      | Bauzeit | Anmerkungen | Fotos | Fotos |
| -------------------------------------- | ---------------------------- | ------- | --- | ----- | ----- |
| Mandelsloh (zu Neustadt am Rübenberge) | St. Osdag-Kirche NI 30986929 | 1160/70 | Backsteinbasilika auf Feldsteinsockel; Feldsteinturm wohl 1384 zerstört u. 1494 wiederaufgebaut, Südseitenschiff 1538, Nordseitenschiff 1872/74 erneuert |       |       |
| Wittingen                              | St.-Stephanus-Kirche         | um 1250 | Schiff romanisch, Turm und Chor gotisch |       |       |

### Nordrhein-Westfalen
– Siehe auch: Backsteingotik in Nordrhein-Westfalen –

#### Westfalen
| Ort                          | Bauwerk                                    | Bauzeit           | Anmerkungen                                                                      | Foto |
| ---------------------------- | ------------------------------------------ | ----------------- | -------------------------------------------------------------------------------- | ---- |
| Harsewinkel, Kreis Gütersloh | Kloster Marienfeld Dehio NRW II, S. 399 f. | ab 1185           | romanische Teile der Klosterkirche aus Backstein, aber wenigstens heute verputzt |      |
| Rheda (an der Ems)           | Schloss Rheda Dehio NRW II, S. 905–908     | Kapellenturm 1223 | drei Seiten mit Sandsteinverblendung, Hofseite in Backstein                      |      |

#### Nordrhein
| Ort                                | Bauwerk                              | Bauzeit | Anmerkungen | Foto | Foto |
| ---------------------------------- | ------------------------------------ | --- | --- | ---- | ---- |
| Esch, Köln                         | St.-Martinus-Kirche D-NW-I S. 783 f. | Kern 11. Jh., Nordschiff 12. Jh. Naturstein mit eingestreuten Spolienziegeln, 13. Jh. Turm und Südschiff Backstein in romanischen Formen, 16. Jh. spätgotische Hallenkirche Backstein mit Tuffsteinbändern | Kern 11. Jh., Nordschiff 12. Jh. Naturstein mit eingestreuten Spolienziegeln, 13. Jh. Turm und Südschiff Backstein in romanischen Formen, 16. Jh. spätgotische Hallenkirche Backstein mit Tuffsteinbändern                                                        |      |      |
| Kaiserswerth (heute zu Düsseldorf) | Kaiserpfalz                          | 1193 | Buckelquader und Backstein |      |      |
| Köln                               | St. Pantaleon                        | spätes 10. Jh. | Backstein dekorativ neben Naturstein in Fenster- und Friesbögen des Westbaus; viel später um 1640 Hochschiffswände des Langhauses aus Backstein, innen bis zum Zweiten Weltkrieg netzgewölbte Rundtonne mit spitzbogigen Stichkappen, heute flache Kassettendecke |      |      |
| Orsbeck, Wassenberg, Kr. Heinsberg | Martinskirche                        | 10. Jh. | Opus spicatum aus Spolienziegeln; Turm im 12. Jh. vorgesetzt, im 15. Jh. erhöht, Kirchenschiff 1753 erhöht und 1839 verlängert |      |      |

## Niederlande
– siehe auch: Backsteinbauwerke der Gotik in den Niederlanden –
Anzahl der Bauwerke: 37
Hintergrundinformationen:
- RCE = Datenbank des Rijksdienst voor het Cultureel Erfgoed (Reichsdienst für das Kulturerbe)
- M-GR, M-FR, … = Monumenten in Nederland, Band über die jeweilige Provinz

### Provinz Groningen
– siehe auch Backsteingotik in der Provinz Groningen –
| Ort                           | Bauwerk                    | Bauzeit | Anmerkungen | Fotos | Fotos |
| ----------------------------- | -------------------------- | --- | --- | ----- | ----- |
| Bierum Gem. Eemsdelta         | Sebastiaankerk (CC)        | 12./13. Jh. | Westwerk teilw. abgetragen, Chor gotisch, innen spitzbogige Kreuzrippengewölbe, Gewölbeschalen mit Ziegelmustern                                                  |       |       |
| Doezum Westerkwartier         | Sint-Vituskerk (CC)        | reduz. Westwerk 12. Jh. in Tuffstein, Chor Anfang 13. Jh. in Backstein, Turm im 16. Jh. mit Tuffstein vom Schiff erhöht, Schiff 1808 ersetzt; immer flach gedeckt | reduz. Westwerk 12. Jh. in Tuffstein, Chor Anfang 13. Jh. in Backstein, Turm im 16. Jh. mit Tuffstein vom Schiff erhöht, Schiff 1808 ersetzt; immer flach gedeckt |       |       |
| Eenum Gem. Eemsdelta          | Reformierte Kirche (CC)    | 1. H. 13. Jh. | ehm. runde Apsis abgetragen, spitzbog. Eingangsportal (jünger?), vermauert                                                                                        |       |       |
| Haren Gem. Groningen          | Nicolaaskerk (CC)          | Anfang 13. Jh. | teilw. später vergrößerte Fenster in breiten Rundbogenblenden |       |       |
| Kantens Het Hogeland          | Reformierte Kirche (CC)    | um 1200 | westl. Teil des Schiffs romanisch mit Maskensteinen, Ostteil zunächst romano-gotisch; heute Fenster teil spätgotisch, teil neuzeitlich                            |       |       |
| Leens Het Hogeland            | Petruskerk (CC)            | Schiff um 1100 Tuffstein, Querhaus u. Chor um 1200 Tuffstein und Backstein                                                                                        | Schiff um 1100 Tuffstein, Querhaus u. Chor um 1200 Tuffstein und Backstein                                                                                        |       |       |
| Leermens Gem. Eemsdelta       | Donatuskerk (CC)           | | „romano-gotisch“ hier mit noch völlig rundbogigen Fenstern und Blenden; Chorgewölbe mit aufgemalten Ziegelmustern (bei einfacherer realer Mauerwerksstruktur)     |       |       |
| Marsum Gem. Eemsdelta         | Mauritiuskerk (CC)         | 12. Jh. | frühes spitzbogiges Südportal, Apsis im 14. Jh. ausgetauscht zeitweise viele Fenster vergrößert; nach dem Zweiten Weltkrieg re-romanisiert (Fotos 1949 u. 1965)   |       |       |
| Midwolde Westerkwartier       | Reformierte Kirche (CC)    | 12. Jh. | Fenster von Südseite u. Ostgiebel gotisch erweitert, auch Turm gotisch                                                                                            |       |       |
| Noordlaren Groningen          | Bartholomeüskerk (CC)      | 13. Jh., Umbauten 15. Jh. | nur Turm noch so eben romanisch |       |       |
| Oldenzijl Het Hogeland        | Nicolaaskerk (CC)          | 1. Hälfte 13. Jh. | Chor nach rheinischem Muster (Blendengliederung mit schmalen Halbsäulen)                                                                                          |       |       |
| Oosterwijtwerd Gem. Eemsdelta | Mariakerk (CC)             | um 1200 | die meisten Fenster des Schiffs später vergrößert; kein Blendenschmuck                                                                                            |       |       |
| Siddeburen Midden-Groningen   | Ref. Kirche (CC) RCE 33822 | 13. Jh. | Bänderung von Backstein und Tuffstein; außen wie innen dominieren Rundbögen                                                                                       |       |       |
| Wirdum (Groningen), Eemsdelta | Reformierte Kirche (CC)    | Anf. 13. Jh. | mehrere starke Veränderungen |       |       |

### Provinz Friesland
| Ort                                | Bauwerk                                                                | Bauzeit                            | Anmerkungen | Foto |
| ---------------------------------- | ---------------------------------------------------------------------- | ---------------------------------- | --- | ---- |
| Aalsum, Noardeast-Fryslân          | Reformierte Kirche (CC)                                                | Backstein M. 12. Jh.               | |      |
| Bozum, Súdwest-Fryslân             | Martinuskerk (CC)                                                      | Backstein ab 2. H. 13. Jh.         | Tuffsteinchor in Backstein erhöht                                                                                                 |      |
| Ee/Ie, Noardeast-Fryslân           | Tsjerke op 'e Terp (Kirche auf der Wurt) /Gangulfuskerk (CC) RCE 31568 | 1. Viertel 13. Jh.                 | Romanisch, gotisch und spätere Fenstervergrößerungen, vermauertes Rundbogenportal, Maskensteine (Konsolen verlorener Bogenfriese) |      |
| Eestrum, Tytsjerksteradiel         | Petruskerk (CC)                                                        | frühes 13. Jh.                     | |      |
| Exmorra, Súdwest-Fryslân           | Johanneskirche (CC)                                                    | Anfang 13. Jh.                     | Fenster teilw. rekonstruiert |      |
| Finkum/Feinsum, Leeuwarden         | Sint-Vituskerk (CC)                                                    | 1. H. 13. Jh.                      | Übergang zur Gotik |      |
| Hantumhuizen, Noardeast-Fryslân    | St-Annekerk (CC) M-FR S. 149                                           | Turm um 1200, Schiff 1. H. 13. Jh. | Turm romanisch, Schiff romano-gotisch, Südportal spätgotisch, Chor 1939–1942                                                      |      |
| Janum/Jannum, Noardeast-Fryslân    | Dorfkirche (CC)                                                        | Apsis um 1200                      | Chor romanisch, Schiff romano-gotisch, Südportal gotisch                                                                          |      |
| Murmerwoude, Dantumadeel           | Dorfkirche (CC)                                                        | um 1200                            | Übergang zur Gotik |      |
| Veenwouden/Feanwålden, Dantumadeel | (CC) RCE 11700, M-FR S.300                                             | 13. Jh.                            | außen und innen gestufte Rundbögen, 3. Geschoss wohl um 1300 aufgesetzt; jüngere Fenster heute wieder entfernt                    |      |
| Westergeest, Noardeast-Fryslân     | Dorfkirche (CC)                                                        | um 1200                            | teilw. revidierte gotische Veränderungen                                                                                          |      |

### Drente
| Ort                 | Bauwerk                                   | Bauzeit                         | Anmerkungen | Fotos | Fotos |
| ------------------- | ----------------------------------------- | ------------------------------- | --- | ----- | ----- |
| Anloo (Aa en Hunze) | Magnuskerk (CC), M-DR S. 61/62            | Tuff um 1100, Backstein 12. Jh. | Stufengiebel 19. Jh. |       |       |
| Emmen               | Grote of Pancratiuskerk (CC), M-DR S. 113 |                                 | nur Turm noch romanisch, nur auf seiner Nordseite Außenhaut noch original                                                        |       |       |
| Norg (Noordenveld)  | Margaretakerk (CC), M-DR S. 159           | Mitte 13. Jh.                   | erst Turm, dann mit Strebepfeilern Schiff und Chor., Biforien am Turm und sämtliche Fenster des Schiffs im 20. Jh. rekonstruiert |       |       |
| Vries (Tynaarlo)    | Bonifatiuskerk (CC), M-DR S. 198          | 2. H. 12. Jh.                   | romanische Teile in Tuffstein begonnen, aber Turm oben romanisch in Backstein; Hallenchor 15. Jh. gotisch aus Backstein          |       |       |

### Gelderland
| Ort                                                          | Bauwerk                            | Bauzeit      | Anmerkungen | Foto |
| ------------------------------------------------------------ | ---------------------------------- | ------------ | --- | ---- |
| Ubbergen (Gemeinde Berg en Dal), links des Waal bei Nijmegen | Kleine Bartholomeüskerk, RCE 35806 | erwähnt 1286 | Langhaus nach Mauerverband nicht vor 1350, also zeitlich gotisch; Umbauten 1782, 1826, 1905/1906; Fensterformen heute romanisch |      |

### Holland
| Ort                                                   | Bauwerk                              | Bauzeit         | Anmerkungen | Foto |
| ----------------------------------------------------- | ------------------------------------ | --------------- | --- | ---- |
| Den Haag                                              | Rolzaal (Rollensaal) (CC), RCE 17475 | Mitte 13. Jh.   | Errichtet als Wohnsitz der Grafen von Holland, ab 1551 Gerichtssaal, in dem Gesetze und Gerichtsbeschlüsse in Pergamentrollen aufgehängt waren, daher der Name |      |
| Naaldwijk, Gem. Westland, nördl. von Hoek van Holland | Oude Kerk (CC), RCE 30168            | Turm M. 13. Jh. | einer der ältesten Backsteinbauten in Zuid-Holland, Schiff nach Brand 1472 höher wiederaufgebaut                                                               |      |
| Oosterland, Hollands Kroon, Noord-Holland             | Turm der ref. Kirche (CC)            | 13. Jh. (?)     | Turm außer Untergeschoss aus Backstein, Schiff aus Tuffstein                                                                                                   |      |

### Provinz Utrecht
| Ort                                  | Bauwerk                                   | Bauzeit | Anmerkungen | Foto |
| ------------------------------------ | ----------------------------------------- | --- | --- | ---- |
| Bunnik, am Kromme Rijn nördl. Houten | Oude Dorpskerk, RCE 11274                 | Turm 12./13. Jh. | Schiff heutzutage verputzt |      |
| Utrecht                              | Kreuzgang der Mariakerk RCE 36352u. 36353 | 11. Jh. Tuff und Sandstein, ab Mitte 12. Jh. in Stein wiederhergestellt oder vervollständigt, ab dem 14. Jh. teilw. Ersatz von Stein durch Backstein | 11. Jh. Tuff und Sandstein, ab Mitte 12. Jh. in Stein wiederhergestellt oder vervollständigt, ab dem 14. Jh. teilw. Ersatz von Stein durch Backstein |      |

### Nordbrabant
| Ort              | Bauwerk                                                             | Bauzeit              | Anmerkungen | Foto |
| ---------------- | ------------------------------------------------------------------- | -------------------- | --- | ---- |
| ’s-Hertogenbosch | Erstbau der Sint-Janskerk (heute Kathedrale) der St-Jans-Kathedrale | Erste Hälfte 13. Jh. | Nur Turm des Erstbaus erhalten, untere Geschosse im Übergang von Romanik zu Gotik, im 16. Jh. spätgotisch aufgestockt, Außenhaut romanischer wie gotischer Geschosse 1961–1984 erneuert; übrige Kirche ab 1350 spätgotisch aus Sandstein, teilw. mehrfach erneuert |      |
| Vijmen, Heusden  | Turm der reformierten Kirche                                        | 12. und 15. Jh.      | |      |

## Polen
– siehe auch: Backsteinbauwerke der Gotik in Polen –
| Ort        | Bauwerk                                                | Bauzeit                                               | Anmerkungen                                                                                | Foto |
| ---------- | ------------------------------------------------------ | ----------------------------------------------------- | ------------------------------------------------------------------------------------------ | ---- |
| Breslau    | St.-Ägidius-Kirche                                     | 1220er Jahre                                          | wahrscheinlich vor der Schlacht bei Liegnitz (1241); kleine Hallenkirche                   |      |
| Inowrocław | St.-Marien-Kirche                                      | Schiff 12. Jh. in Stein, Westbau 13. Jh. in Backstein | Schiff 12. Jh. in Stein, Westbau 13. Jh. in Backstein                                      |      |
| Kołbacz    | Zisterzienserkloster                                   | kurz nach 1200                                        | nur noch Nordquerhaus (außer gewölbe) und Kapellen am Südquerhaus romanisch                |      |
| Mogilno    | Benediktinerkloster (Klasztor Benedyktynów w Mogilnie) | gegründet im 11. Jh.                                  | massive gotische und barocke Veränderungen, nur Presbyterium weitgehend romanisch erhalten |      |
| Lublin     | Wohnturm des Lubliner Schlosses                        |                                                       | Turm in Stein begonnen und in Backstein vollendet; übrige Schlossgebäude neugotisch        |      |
| Oliva      | Zisterzienserkloster                                   | nach 1178                                             | im äußerlich schon frühgotischen Querhaus Reste romanischer Bausubstanz                    |      |
| Poznań     | St. Johann von Jerusalem vor den Mauern                | um 1187                                               |                                                                                            |      |
| Sandomierz | Sankt-Jakobs-Kirche                                    |                                                       |                                                                                            |      |
| Strzelno   | Dreifaltigkeits- und Marienkirche                      | 1216                                                  | spätere Umbauten                                                                           |      |

## Dänemark
– siehe auch: Backsteinbauwerke der Gotik in Dänemark –
Hintergrundinformationen:
- NM (→ PDF)= Nationalmuseet – Danmarks Kirker – Zumeist muss das PDF mit den eigentlichen Informationen aus der verlinkten Seite abgerufen werden. Nur selten lässt es sich direkt verlinken
- Trap = Jens Peter Trap et al., Statistisk-topografisk Beskrivelse af Kongeriget Danmark, digitalisiert vom nichtkommerziellen Runeberg-Projekt

| Ort                                      | Bauwerk                                    | Bauzeit                    | Anmerkungen | Foto |
| ---------------------------------------- | ------------------------------------------ | -------------------------- | --- | ---- |
| Dalum, Vorort von Odense Fünen           | Dalum Kirke NM (→ PDF) (CC)                | ab 1. H. 13. Jh.           | 1. Bauabschnitt rein romanisch, 2. Bauabschnitt Übergangsstil, später Gotisierung, 20. Jh. Re-Romanisierung                                                                  |      |
| Kalundborg, Sjælland / Großer Belt       | Vor Frue Kirke (Liebfrauenkirche)          | etwa 1170–1200             | Zentralkirche auf griechischem Kreuz mit Zentralturm und vier fast ebenso hohen Fialtürmen                                                                                   |      |
| Ledøje, Egedal Kommune, Hauptstadtregion | Residenzkirche NM (→PDF)                   | um 1225                    | Schiff 2-etagige 4-Säulen-Halle mit offenem Zentraljoch, Turm gotisch mit Kalkbändern, Chor u. Schiff später neu ummantelt                                                   |      |
| Nyborg, Fünen / Großer Belt              | Schloss Nyborg                             | um 1170                    | Mitte des 13. Jh. bis 1416 Hauptsitz der dänischen Könige |      |
| Øster Ulslev, Lolland, Guldborgsund K.   | Lillerød Kirke (CC), NM (→PDF)             | gum 1200                   | weiß geschlämmter Backstein |      |
| Ringsted, Seeland                        | Sankt Bendts Kirke (St. Benediktus-Kirche) | 1163–1170                  | einer der ersten Sakralbauten aus Ziegelstein in Nordeuropa, Mittelschiffsgewölbe und Vierungsturm gotisch, Grablege mehrerer dänischer Könige                               |      |
| Rudkøbing, Langeland                     | Rudkøbing Kirke                            | 1. Hälfte 13. Jh.          | teilweise Sockel aus Feldstein |      |
| Roskilde, Seeland                        | Dom zu Roskilde                            | 1170–1280                  | romanisch begonnen, gotisch vollendet; Grablege mehrerer dänischer Könige; UNESCO-Welterbe                                                                                   |      |
| Sneum, Esbjerg Kommune südliches Jütland | Sneum Kirke                                | keine offizielle Datierung | romanischer Tuffsteinbau, Westteil der Nordwand mit Backsteinlagen (derartige Schichtung auch bei anderen Kirchen, hier Foto bei Renovierung); Turm gotisch, Chor neugotisch |      |
| Sorø, Seeland                            | Zisterzienserkloster                       | nach 1161                  | Basilika |      |
| Tårs, Insel Lolland, Guldborgsund K.     | Tårs Kirke (CC), NM (→PDF)                 |                            | alles Backstein: roman. Chor u.Schiff, got. Eingangsbau; Fenster u. a. 1860 stark verändert                                                                                  |      |

## England
– siehe auch: Backsteinbauwerke der Gotik in England –
In England ist Backstein in vorromanischen und romanischen Bauten und Gebäudeteilen grundsätzlich wiederverwendeter antik-römischer Backstein.
| Ort                                 | Bauwerk                                   | Bauzeit | Anmerkungen | Fotos | Fotos                  |
| ----------------------------------- | ----------------------------------------- | --- | --- | ----- | ---------------------- |
| Aldeby, Norfolk                     | St Mary the Virgin Church (CC) HE 1050600 | Backstein 12. u. 14. Jh. | Benediktinerabtei; Kernbau mit römischem Spolienbackstein, spätere Traufenerhöhung mit neugebranntem Backstein |       |                        |
| Barsham, Suffolk                    | Holy Trinity Church (CC) HE 1032028       | evtl. 11. od. 12. Jh. | einlagige Backsteinbänder im Turm (dessen werksteingefasste Schallluken 15. Jh., aber Glockengeschosse aus dem 15. Jh. auf englischen Rundtürmen üblicherweise achteckig)                                                |       |                        |
| Bradwell-on-Sea, Essex              | St. Peter-on-the-Wall                     | ? | Erstbau 654, später vergrößert, nach Brand von 1442 wiederhergestellt, seit 16. Jh. Scheune, 1920 wieder Kapelle; Reste mittelalterlicher Bögen aus Spolienbackstein, Giebeldreieck spätmittelalterlich oder neuzeitlich |       |                        |
| Brixworth, Northamptonshire         | All Saints Church (CC) HE 1054866         | Backstein 12. Jh. | Portalbogen und Fensterbögen aus Spolienbackstein, sonst Rubble; 13. Jh. ff. gotische Ergänzungen |       |                        |
| Colchester, Essex                   | St. Botolph’s Priory                      | 1177 geweiht | Mauerwerk aus kleinformatigem Naturstein mit Spolienziegeln verziert; seit 1648 Ruine |       |                        |
| Colchester, Essex                   | Holy Trinity Church (CC) HE 1169575       | Turm vor 1066, wohl Mitte 11. Jh., Gliederungen aus römischem Backstein, Wandflächen durchmischt; übrige Kirche überw. 15. Jh., Hallenschiff | Turm vor 1066, wohl Mitte 11. Jh., Gliederungen aus römischem Backstein, Wandflächen durchmischt; übrige Kirche überw. 15. Jh., Hallenschiff                                                                             |       |                        |
| Dover, Kent                         | St Mary sub Castro (CC) HE 1070328        | ab 1020 oder früher | Flint und Spolienbackstein, gotische Umbauten; im 18. Jh. Kohlenlager, 1862 restauriert |       |                        |
| High Easter, Uttlesford, Essex      | St Mary the Virgin Church (CC) HE 1308549 | 12. Jh. | Mauerecken und Fischgrätmuster aus Spolienbackstein; frühes 16. Jh. Hochschiffswände und Eingangsbau aus Backstein |       |                        |
| Ousden, Suffolk                     | St Peter’s Church (CC) HE 1227383         | 12. Jh. | Portalbogen aus „römisch“ flachem Backstein |       |                        |
| Polstead, Babergh District, Suffolk | Church of St Mary (CC) HE 1284554         | 12. Jh. | Arkadenbögen aus Backstein, früher Vorreiter der Verwendung bauzeitlich gebrannter Backsteine in England |       | siehe Suffolk Churches |
| St Albans, Hertfordshire            | Abteikirche, heute Kathedrale HE 1103163  | 1077–1089 | Vierung und Querhaus überw. Spolien-Backstein, Chor und westl. Langhaus 13./14. Jh. früh- bzw. hochgotisch erneuert; Querhausfenster 1890 verändert                                                                      |       |                        |

## Schweden
| Ort                                 | Bauwerk          | Bauzeit                                                                                           | Anmerkungen                                                                                       | Fotos | Fotos |
| ----------------------------------- | ---------------- | ------------------------------------------------------------------------------------------------- | ------------------------------------------------------------------------------------------------- | ----- | ----- |
| Åhus, Kristianstad, Skåne           | S:ta-Maria-Kyrka | 13. Jh. Backsteinchor an Feldsteinschiff aus dem 12. Jh., anschließend gotische Backsteinzubauten | 13. Jh. Backsteinchor an Feldsteinschiff aus dem 12. Jh., anschließend gotische Backsteinzubauten |       |       |
| Gumlösa, Gemeinde Hässleholm, Skåne | Pfarrkirche      | 1192 geweiht                                                                                      | ältester Ziegelbau Südschwedens (damals Teil Dänemarks)                                           |       |       |
| Linköping Östergötland              | Dom              |                                                                                                   | nur wenige romanische Bauteile aus Ziegeln erhalten                                               |       |       |

## Schweiz
– siehe auch: Backsteinbauwerke der Gotik in der Schweiz –
Die Schweiz zählte nie zu den Kerngebieten des Backsteinbaus, aber auch hier wurden in romanischer Zeit Gebäude in Backstein errichtet oder mit Backsteinornamenten geschmückt.
| Ort                       | Bauwerk               | Bauzeit                              | Anmerkungen                    | Foto |
| ------------------------- | --------------------- | ------------------------------------ | ------------------------------ | ---- |
| Burgdorf BE               | Schloss Burgdorf      | Erweiterung in Backstein im 12. Jh.  | äußerlich verputzt             |      |
| Saint-Pierre-de-Clages VS | Kirche St-Pierre (CC) | Unteres Geschoss des Turms (12. Jh.) | Schiff (11. Jh.), Hallenkirche |      |

## Frankreich
– siehe auch: Backsteinbauwerke der Gotik in Frankreich –

### Centre-Val de Loire
| Ort     | Bauwerk                             | Bauzeit                                                                                         | Anmerkungen                                                                                     | Fotos | Fotos |
| ------- | ----------------------------------- | ----------------------------------------------------------------------------------------------- | ----------------------------------------------------------------------------------------------- | ----- | ----- |
| Averdon | Kirche Saint-Lubin (CC), PA00098329 | Langhaus 11. Jh., mit Backsteinlagen, Chor 12. Jh., Querhausarme 15. Jh., Veränderungen 16. Jh. | Langhaus 11. Jh., mit Backsteinlagen, Chor 12. Jh., Querhausarme 15. Jh., Veränderungen 16. Jh. |       |       |

### Pays-de-la-Loire
| Ort                                           | Bauwerk                                     | Bauzeit | Anmerkungen | Fotos | Fotos |
| --------------------------------------------- | ------------------------------------------- | --- | --- | ----- | ----- |
| Angers                                        | Collégiale (Stiftskirche) Saint-Martin (CC) | Kern 10. Jh. | Erneuerungen im 11. Jh. bis 1040, gotische Chorverlängerung 12. Jh.                                              |       |       |
| Savennières, Maine-et-Loire, Pays-de-la-Loire | Saint-Pierre- et-Saint-Romain (CC)          | Kern 10. Jh. mit Fischgrätbändern aus Backstein, Chor und Westportal 12. Jh., weitere Anfügungen 14. und 18. Jh. | Kern 10. Jh. mit Fischgrätbändern aus Backstein, Chor und Westportal 12. Jh., weitere Anfügungen 14. und 18. Jh. |       |       |

### Okzitanien
| Ort                           | Bauwerk                                  | Bauzeit       | Anmerkungen                                                                                           | Fotos | Fotos |
| ----------------------------- | ---------------------------------------- | ------------- | --- | ----- | ----- |
| Rimont, Département Ariège    | Abteikirche Combelongue (CC) IA09004156  | Mitte 12. Jh. | gilt als Mudéjar-Architektur                                                                          |       |       |
| Cravencères, Département Gers | Hospitalkapelle (CC)                     | 12. Jh.       | einfacher Rechtecksaal mit Rundbogenfenstern und -Portal, Altarnische ohne Datierung schon spitzbogig |       |       |
| Toulouse, Haute-Garonne       | Wallfahrtskirche u. „Basilika“ St-Sernin | 1077–1119     | Emporenhalle, Westfassade später verändert, obere Turmgeschosse Mitte 13. Jh. gotisch                 |       |       |

### Grand Est
Elsass:
| Ort       | Bauwerk                                 | Bauzeit   | Anmerkungen | Fotos | Fotos |
| --------- | --------------------------------------- | --------- | --- | ----- | ----- |
| Straßburg | Vierungskuppel des Straßburger Münsters | nach 1190 | Außenbau und Rippen aus Werkstein, aber Gewölbeschale aus Backstein; Unterbau schon beginnende Gotik, aber Kuppel innen und außen Rückkehr zur Romanik, oberhalb der Zwerggalerie nach 1870 Neuromanik |       |       |

## Italien
– siehe auch: Backsteinbauwerke der Gotik in Italien –
Hintergrundinformationen:
- Bei einigen Gebäuden ist unter „(CC)“ die zugehörige Bildersammlung in Wikimedia Commons verlinkt.
- Datenbank-Links sind, sofern verfügbar, bei den einzelnen Provinzen erklärt.

### Abruzzen

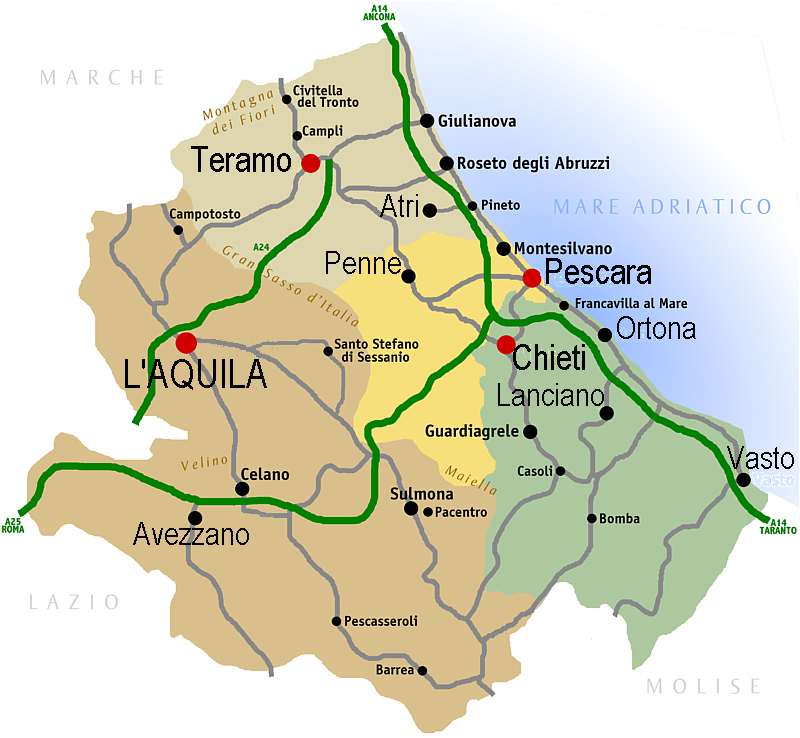
Region Abruzzen

– Siehe auch gotische Backsteinbauten in der Region Abruzzen (27) –
Hintergrundinformationen:
- MdI = Musei d’Italia – musei digitali des italienischen Kulturministeriums

| Ort                                      | Bauwerk                 | Bauzeit         | Anmerkungen | Fotos | Fotos |
| ---------------------------------------- | ----------------------- | --------------- | --- | ----- | ----- |
| Atri                                     | San Nicola (CC)         | ab 1181         | Übergang von der Romanik zu Gotik: innen Spitzbogenarkaden                                                             |       |       |
| Atri                                     | (Atri) Museo capttolare | 12./15./20. Jh. | zunächst Benediktinerkloster (romanisch), dann Domherrenhaus; Südflügel gotisch, „romanischer“ Nordflügel 1960er Jahre |       |       |
| Ronzano, Castel Castagna, Provinz Teramo | Kirche Santa Maria (CC) | wohl vor 1180   | Apulische Romanik |       |       |

### Kalabrien (Calabria)
In Kalabrien entstand parallel zur Romanik Arabo-Normannische Architektur und rein byzantinische Architektur.
| Ort                      | Bauwerk                                                       | Bauzeit      | Anmerkungen                                                                                                   | Fotos | Fotos |
| ------------------------ | ------------------------------------------------------------- | ------------ | --- | ----- | ----- |
| Stilo, Metr. Reggio Cal. | Cattolica di Stilo                                            | Ende 10. Jh. | byzantinisch; eine arabische Inschrift lässt auf eine zeitweilige islamische Nutzung schließen.               |       |       |
| Reggio Calabria          | Chiesa degli Ottimati                                         | 12. Jh.      | Apsis und die Bögen von Portal und Fenstern aus Backstein, geschlämmt; mehrfach zerstört und wieder aufgebaut |       |       |
| Rossano, Prov. Cosenza   | San Marco (CC)                                                | 9.–10. Jh.   | sparsamer Backsteineinsatz in den Fensterbögen                                                                |       |       |
| Rossano, Prov. Cosenza   | Kirche der Panaghia (gr.: „Allheilige“, steht für Maria) (CC) | 11. Jh.      | Apsis außen mit Fensterbögen und Opus spicatum aus Backstein                                                  |       |       |

### Kampanien (Campagna)
| Ort     | Bauwerk    | Bauzeit   | Anmerkungen | Fotos | Fotos |
| ------- | ---------- | --------- | --- | ----- | ----- |
| Salerno | Kathedrale | 1080–1085 | Campanile überwiegend aus Backstein, arabo-normannisch, aber mit deutlich romanischen Zügen; Bögen im Atrium und – nur in archäologischem Fenster erkennbar – im Innenraum mit Backsteineinschüssen |       |       |

### Emilia-Romagna

Gliederung der Emilia-Romagna

– Siehe auch gotische Backsteinbauten in der Emilia-Romagna (88) –
Bisher erfasst: 20
| Ort                                       | Bauwerk                                                    | Bauzeit | Anmerkungen | Fotos | Fotos             |
| ----------------------------------------- | ---------------------------------------------------------- | --- | --- | ----- | ----------------- |
| Argenta, Prov. Ferrara                    | Pfarrkirche San Giorgio (CC)                               | ab 9. Jh. | Portal 1122 |       |                   |
| Bologna                                   | Basilica di Santo Stefano: Chiesa di Crossifisso (CC)      | ab 727 | langobardische Kathedrale, massive spätere Veränderungen |       |                   |
| Bologna                                   | Basilica di Santo Stefano: San Sepolcro (CC)               | 11. Jh. | ältere Vorgänger |       |                   |
| Bologna                                   | Basilica di Santo Stefano: San Vitale e Sant'Agricola (CC) | 6. Jh., 9. Jh. | Fassade im 19. Jh. eingreifend restauriert |       |                   |
| Bologna                                   | mehrere Geschlechtertürme                                  | - Torre degli Alberici, 12. Jh. und 1273 - Torre degli Asinelli, 1109–1119, eventuell älter - Torre della Garisenda, 1106, oberste Geschosse im 14. Jh. abgetragen - Torre degli Oseletti, 12. Jh. - Torre dei Prendiparte, 12. Jh. - Torre degli Uguzzoni, 12./13. Jh. | - Torre degli Alberici, 12. Jh. und 1273 - Torre degli Asinelli, 1109–1119, eventuell älter - Torre della Garisenda, 1106, oberste Geschosse im 14. Jh. abgetragen - Torre degli Oseletti, 12. Jh. - Torre dei Prendiparte, 12. Jh. - Torre degli Uguzzoni, 12./13. Jh. |       |                   |
| Carpi, Prov. Modena                       | Santa Maria in Castello, „la Sagra“ (CC)                   | 1184 geweiht | Fassade 1515 |       |                   |
| Collecchio, Prov. Parma                   | Kirche San Prospero (CC)                                   | ab 1089 | im 13. Jh. verändert |       |                   |
| Cremona                                   | Duomo                                                      | 1117–1190 | Westgiebel außer Ecktürmchen aus Marmor, Südgiebel Backstein mit mehreren verputzten Nischen; rundbogige Kreuzrippengewölbe; stark barockisiert |       |                   |
| Cremona                                   | Baptisterium                                               | ab 1176 | |       |                   |
| Cremona                                   | Kirche San Michele (CC)LBC                                 | 1. V. 12. Jh. Anf. 15. Jh. | |       |                   |
| Corte di Giarola, Collecchio, Prov. Parma | Kirche San Nicomede (CC)                                   | 1187 erwähnt | |       |                   |
| Forlì                                     | Abbazia di San Mercuriale (CC)                             | 1173–1181 | Vorgängerbau im 9. Jh. ersterwähnt, 1173 bei Kämpfen zwischen Guelfi und Ghibellini zerstört |       |                   |
| Modena                                    | Duomo di Modena                                            | ab 1099 | romanisch mit gotischen Mittelschiffsgewölben, innen überw. Backstein, außen nur Rückwände der Galerien Backstein |       |                   |
| Nonantola, Prov. Modena                   | Abtei Nonantola                                            | ab 1117 | Vorgänger 11. Jh. |       |                   |
| Ostellato, Prov. Ferrara                  | Kirche San Vito (CC)                                       | 1027, Turm 1228 | 1668 innen völlig umgestaltet |       |                   |
| Piacenza                                  | Sant’Antonino (Piacenza)                                   | 11. h. | außer gotischer Eingangshalle und ein paar Kapellen romanisch; innen überw. Putz und Marmor |       |                   |
| Abtei Pomposa, Codigoro, Prov. Ferrara    | Abtei Pomposa, Codigoro, Prov. Ferrara                     | 8./9.(?) u. fr. 11. Jh. | Spolienziegel und bauzeotlicher Backstein |       |                   |
| Ravenna                                   | ehem. Kirche Santa Barbara (CC)                            | 11. Jh. | heute Wohnhaus, geschlämmter Backstein |       |                   |
| San Salvatore, Stadt Rimini               | Pieve (Pfarrei) di San Salvatore (CC)                      | 10. Jh. | Lagenwechsel von rotem und gelbem Spolienbackstein, in unteren Bereichen auch Naturstein |       | Innenfotos fehlen |
| Sala Bolognese                            | Santa Maria Annunziata e San Biagio (CC)                   | 1096 | |       |                   |

### Friaul-Julisch Venetien
– Siehe such Gotische Backsteinbauten in Friaul-Julisch Venetien (13) –
| Ort                 | Bauwerk                   | Bauzeit | Anmerkungen                                          | Fotos | Fotos |
| ------------------- | ------------------------- | ------- | ---------------------------------------------------- | ----- | ----- |
| Cividale del Friuli | Tempietto Longobardo (CC) | 8. Jh.  | östliche Arkade aus Backsteinbögen, sonst Naturstein |       |       |

### Latium (Lazio)
– Siehe auch gotische Backsteinbauten in Latium (6) –
| Ort                 | Bauwerk                                                   | Bauzeit | Anmerkungen | Fotos | Fotos |
| ------------------- | --------------------------------------------------------- | --- | --- | ----- | ----- |
| Rom                 | Geschlechtertürme in Rom, größtenteils aus Spolienziegeln | überw. 12. Jh. | |       |       |
| Rom                 | Turm der Kirche Santa Francesca Romana                    | zw. 1216 u. 1227 | errichtet unter Papst Honorius III. |       |       |
| Rom                 | San Lorenzo in Piscibus                                   | erwähnt 1143 | außen überw. geschlämmt, innen großflächig Sichtbackstein errichtet als Benediktinerkirche; liegt wenige Meter östlich des Petersplatzes             |       |       |
| Rom                 | San Pancrazio                                             | 625–638 | Vorgänger 5. Jh.; Fassade 1537 |       |       |
| Rom                 | Santa Pudenziana                                          | 772–795 Basilika, Kampanile 12./13. Jh., um 1588 Reduktion zur Wandpfeilerkirche                                                                     | 772–795 Basilika, Kampanile 12./13. Jh., um 1588 Reduktion zur Wandpfeilerkirche                                                                     |       |       |
| Rom                 | Santi Quattro Coronati                                    | Vorgänger seit 4. Jh., ab ca. 850 große Säulenbasilika, nach Zerstörung von 1084 ab 1099 Wiederaufbau des Mittelschiffs, unterteilt als Emporenhalle | Vorgänger seit 4. Jh., ab ca. 850 große Säulenbasilika, nach Zerstörung von 1084 ab 1099 Wiederaufbau des Mittelschiffs, unterteilt als Emporenhalle |       |       |
| Gaeta, Prov. Latina | Campanile des Duomo di Gaeta                              | 1148–1274 | arabo-normannisch mit romanischen und gotischen Zügen                                                                                                |       |       |
| Itri, Prov. Latina  | San Michele Arcangelo (CC)                                | Glocken- geschoss 11. Jh. | arabo-normannisch |       |       |

### Ligurien

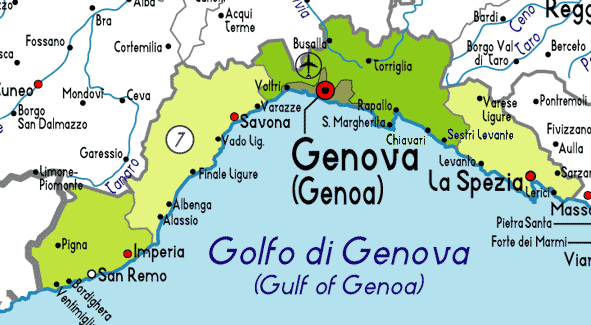
Ligurien

– Siehe auch gotische Backsteinbauten in Ligurien (8) –
| Ort                              | Bauwerk                    | Bauzeit      | Anmerkungen | Fotos | Fotos |
| -------------------------------- | -------------------------- | ------------ | --- | ----- | ----- |
| Albisola Superiore, Prov. Savona | Kirche San Pietro (CC)     | 12. Jh.      | nach Erdbeben von 1887 wiederaufgebaut                                                                              |       |       |
| Cervo                            | Kirche Santa Caterina (CC) | 13. Jh.      | Kirche i. wes. romanisch, aber Westportal gotisch; Anschlussbögen früher Seitenkapellen aus Backstein               |       |       |
| Genua                            | Kirche Santo Stefano       | 1217 geweiht | Vierungsturm und obere Teile des Glockenturms aus Backstein, Bänderung der Westfassade aber aus zweierlei Werkstein |       |       |

### Lombardei

Gliederung der Lombardei

– Siehe auch gotische Backsteinbauten in der Lombardei (105) –
Hintergrundinformationen:
- LBC = Lombardia Beni Culturali

Bisher erfasst: 22
| Ort                                | Bauwerk                            | Bauzeit                                     | Anmerkungen                                                                         | Fotos | Fotos |
| ---------------------------------- | ---------------------------------- | ------------------------------------------- | ----------------------------------------------------------------------------------- | ----- | ----- |
| Fara Gera d’Adda                   | Basilica Autarena LBC              | mögl. 9. Jh.                                | Apsis außen polygonal                                                               |       |       |
| Lodi                               | San Lorenzo (CC) LBC               | 1195 – 13. Jh.                              |                                                                                     |       |       |
| Lomello, Prov. Pavia               | Kirche S. Maria Maggiore (CC) LBC  | 1025–1040                                   |                                                                                     |       |       |
| Lomello, Prov. Pavia               | Baptisterium LBC                   | 7. Jh.                                      |                                                                                     |       |       |
| Mantua                             | Rotonda di San Lorenzo (CC) LBC    | wohl ab 1083                                | 1908–1911 wiederhergestellt                                                         |       |       |
| Mantua                             | Kampanile des Doms von Mantua LBC  | romanisch mit wenigen spätgotischen Zutaten | romanisch mit wenigen spätgotischen Zutaten                                         |       |       |
| Mantua                             | Santi Gervasio e Protasio (CC) LBC | Kampanile 1135–1140                         | Kirche selber 1142 begonnen, heutige Gestalt um 1800                                |       |       |
| Milano (Mailand)                   | Sant’Ambrogio LBC                  | ab Ende 6. Jh.; 12. Jh.                     | Chor un Apsis 9./10. Jh., Anfänge um 380                                            |       |       |
| Milano (Mailand)                   | Santa Maria Rossa (CC) LBC         | zw. 1136 u. 1146                            |                                                                                     |       |       |
| Milano (Mailand)                   | San Nazarro (CC)                   |                                             | Kern antik, Chor romanisch, Westteile klassizistisch                                |       |       |
| Milano (Mailand)                   | San Simpliciano LBC                | 12. Jh. (Anfänge 11. Jh.)                   | Hallenkirche, Gurtbögen des Mittelschiffs rund, Seitenschiffe jünger und spitzbogig |       |       |
| Montalcino, Stradelle, Prov. Pavia | Chiesa di S. Marcello LBC          | 12. Jh.                                     |                                                                                     |       |       |
| Palazzo Pignano, Prov. Cremona     | Kirche San Martino (CC)            | 12. Jh.                                     | Apsis mit Übergang zur Gotik                                                        |       |       |
| Pavia                              | Santa Maria in Betlem (CC) LBC     | 12. Jh.                                     | Basilika mit rundbogigen Kreuzgratgewölben                                          |       |       |
| Pavia                              | San Pietro in Ciel d’Oro           | 1220–1232                                   | Mittelschiff 1478 neu gewölbt                                                       |       |       |
| Pavia                              | Chiesa di S. Teodoro (CC) LBC      | 2. H. 12. Jh.                               | Veränderungen im 17. Jh.                                                            |       |       |
| Pavia                              | ehem. Kloster S. Maiolo (CC) LBC   | 12.–16. Jh.                                 | Veränderungen in der Renaissance, heute Staatsarchiv                                |       |       |
| Rivolta d’Adda, Prov. Cremona      | Kirche S. Sigismondo (CC)          | wohl Ende 11. Jh. geweiht                   | Apsis mit Zwerggalerie                                                              |       |       |
| Robbio, Prov. Pavia                | Kirche San Michele (CC)            | spätroman. bis frühgotisch                  |                                                                                     |       |       |
| Robbio, Prov. Pavia                | Kirche San Pietro(CC)              | 1125–1150                                   | Westportal gotisch                                                                  |       |       |
| Robbio, Prov. Pavia                | Kirche San Valeriano (CC) LBC      | 2. H. 11. Jh.                               |                                                                                     |       |       |
| Sermide, Prov. Mantua              | Torre Civica (Stadtturm) (CC)      | 1090                                        |                                                                                     |       |       |

### Marken

Gliederung der Marken (Marche)

– Siehe auch gotische Backsteinbauten in der Region Marken (25) –
Hintergrundinformationen:
- MBC = Marche Beni Culturali, die Denkmaldatenbank der Marche

Bisher erfasst: 6
| Ort                                 | Bauwerk                             | Bauzeit         | Anmerkungen                                                       | Fotos | Fotos |
| ----------------------------------- | ----------------------------------- | --------------- | ----------------------------------------------------------------- | ----- | ----- |
| Castignano, Pr. Ascoli Piceno       | Santi Pietro e Paolo (CC)           | 11.–14. Jh.     | romanische und gotische Teile                                     |       |       |
| Jesi                                | San Nicolò (CC)                     | 12. und 13. Jh. | Apsiden und Seitenschiffe romanisch, Mittelschiff gotisch         |       |       |
| Montecosaro, Prov. Macerata         | Santa Maria a Pie di Chienti (CC)   |                 | Backstein und kleinformatiger Naturstein                          |       |       |
| Pollenza, Prov. Macerata            | Abtei Rambona (CC)                  | 9. Jh.          |                                                                   |       |       |
| San Severino Marche, Prov. Macerata | Santa Maria della Pieve (CC)        | ?               | Backstein und kleinformat. Naturstein; Südseitenschiff abgetragen |       |       |
| Tolentino Prov. Macerata            | Kloster Chiaravalle di Fiastra (CC) | ab 1142         | 1285 verfallen, ab 1581 von Jesuiten wiederaufgebaut              |       |       |

### Piemont

Gliederung des Piemont

– Siehe auch gotische Backsteinbauten im Piemont (122) –
Hintergrundinformationen:
- ARC = Archeocarta des gemeinnützigen Gruppo Archeologico Torinese (GAT)

Bisher erfasst: 33
| Ort                                | Bauwerk                                              | Bauzeit | Anmerkungen | Fotos | Fotos                |
| ---------------------------------- | ---------------------------------------------------- | --- | --- | ----- | -------------------- |
| Alba                               | Kampanile des Dms (CC)                               | 13. Jh. | heutige Kirche ab 15. Jh. |       |                      |
| Albugnano                          | Abtei Vezzolano (CC) ARC                             | 12. Jh. | Naturstein mit Bändern und Stapeln von Backstein, Veränderungen im 13. Jh. |       |                      |
| Avigliana                          | Kirche San Pietro (CC)                               | Apsiden Ende 10. – Anf. 11. Jh. Kampanile Ende 11.–Anf. 12. Jh., Obere Teile im 19. Jh. restauriert | Apsiden Ende 10. – Anf. 11. Jh. Kampanile Ende 11.–Anf. 12. Jh., Obere Teile im 19. Jh. restauriert |       |                      |
| Biella                             | Battistero di Biella ARC                             | Anfang 11. Jh. | außen Spolienbackstein, innen verputzt |       |                      |
| Casale Monferrato                  | Duomo (CC) ARC                                       | 13. Jh. | einzigartiger stützenloser Narthex, Fassade und Kirchenraum im 18. Jh. eingreifen modernisiert und im 19. Jh. eingreifend neo-romanisiert                                                                                                   |       |                      |
| Casalvolone, Provinz Novara        | Pieve (Pfarrk.) di San Pietro (CC) ARC               | 1133–1157 | |       | 2 Innenfotos bei ARC |
| Castelnuovo Scrivia                | (CC) ARC                                             | 1183 (insc) | Veränderungen im 16. (Innenraum), 17. und 20. Jh. |       |                      |
| Cavagnolo, Metr. Turin             | Abtei Santa Fede (CC) ARC                            | 1. Erwähnung 1281 | romanische Formen aus gotischer Zeit |       |                      |
| Cherasco, Provinz Cuneo            | Kirche San Pietro (CC) ARC                           | ab 1243 | |       |                      |
| Chiaverano                         | Chiesa di Santo Stefano di Sessano ARC (CC)          | wohl 11. Jh. | nach Einsturz im 12. Jh. teilweise erneuert |       |                      |
| Ciriè, Metr. Torino                | Chiesa di San Martino ARC (CC)                       | erstes Schiff Ende 9./Anf. 10. Jh., zweites Schiff Ende 10./Anf. 11. Jh., Backsteinapsis Ergebnis späterer Renovierung, Campanile um 1200 mit Backsteinfriesen über jedem Stockwerk; Liramo ist falsch, da gab es eine andere Martinskirche | erstes Schiff Ende 9./Anf. 10. Jh., zweites Schiff Ende 10./Anf. 11. Jh., Backsteinapsis Ergebnis späterer Renovierung, Campanile um 1200 mit Backsteinfriesen über jedem Stockwerk; Liramo ist falsch, da gab es eine andere Martinskirche |       |                      |
| Grosso                             | Kirche San Ferreolo (CC) ARC                         | 11.–12. Jh. | Backsteinportal, Apsis mit Bänderung und Bogenfries wohl aus Spolienbackstein |       |                      |
| Isola San Giulio im Lago d’Orta    | Basilika San Giulio                                  | 12. Jh. | an Apsis, Vierungsturm und Zweiturmfront Bögen und Bogenfriese aus Backstein |       |                      |
| Ivrea                              | Dom von Ivrea                                        | Kern 969–1005, Reparaturen 12. Jh. | Sichtbackstein: Apsis außen, Friese an den Türmen, Arkade des Kreuzgangs, einige Stützen und Bögen der Krypta; 1785 große Teile barock ersetzt, Fassade 1854                                                                                |       |                      |
| Ivrea                              | Torre di Santo Stefano (CC)                          | Abtei 1041 | Backsteinfriese über allen Stockwerken; Abtei 1558 zerstört |       |                      |
| Magnano                            | San Secondo (Magnano) ARC                            | 1. H. 11. Jh. | Vorbehalt: Alle Arten an Backsteinverwendung sind nicht durchgängig und können urspr. unter Putz verborgen gewesen sein |       |                      |
| Oleggio                            | Kirche San Michele (CC) ARC                          | vor 1133 | Naturstein mit Lisenen und Friesen aus Backstein |       |                      |
| Oleggio                            | Glockenturm „Torre dei Bagliotti“ (CC)               | 12. Jh. | Stadtturm, benannt nach der im Spätmittelalter dominierenden familie |       |                      |
| Piverone                           | Gesiùn di Piverone (CC) archeocarta.org              | 1209 | Ruine der Kirche S. Pietro des Ortes Sugliaco, Naturstein mit Bögen und Friesen aus Backstein |       |                      |
| San Benigno Canavese, Metr. Torino | Abtei Fruttuaria ARC ((Grundriss fotografiert)) (CC) | 1003 () und 1776 | Kampanile mit Backsteinfriesen, romanische Kirche 1979 wieder ausgegraben, Vorbild Cluny(?) |       |                      |
| Settimo Vittone Canavese           | Pieve (Pfarre) San Lorenzo ARC (CC)                  | 9. Jh. | kleine Kirche und separates baptisterium |       |                      |
| Torino (Turin)                     | Kirche Sant'Andrea ARC                               | Turm Rest der romanischen Kirche von 1024; übrige Kirche 1448 verlängert und im 17. Jh. barockisiert | Turm Rest der romanischen Kirche von 1024; übrige Kirche 1448 verlängert und im 17. Jh. barockisiert |       |                      |
| Tortona, Pr. Alessandria           | Santa Maria Canale (CC) ARC                          | 11., 12., 15. Jh. | romanisch und gotisch, Kreuzrippengewölbe, Grenzfall Pseudobasilika/Staffelhalle |       |                      |
| Trino, Provinz Vercelli            | Kirche San Michele in Insula (CC) archeocarta.org    | 10.–11. Jh. | |       |                      |
| Trino, Provinz Vercelli            | Abtei Lucedio ARC                                    | 1123 gegründet | achteckiger Campanile romanisch, Saal der Konversen beginnend gotisch |       |                      |
| Vercelli                           | Basilica Sant'Andrea ARC                             | 2. H. 12. Jh. bis 1224 | Westfassade Marmor, sonst Backstein; Gewölbe schon gotisch, mit einigem Backstein; Kreuzgang 1520, Renaissance |       |                      |
| Vercelli                           | San Bernardo (CC)                                    | um 1164 | Hallenkirche, Chorpartie und Querhaus außen heute neoromanisch, Südseitenschiff durchgängig, Nordseite in Kapellen geteilt |       |                      |
| Vercelli                           | Kirche Tommaso e Teonesto in San Paolo               | ab 1229, gotisch 1420 | erst klein, gotische Erweiterung auf vier Schiffe Fassade in romanischen Formen, Hallenkirche mit teilweise gotischen Gewölben 1820 Einzug der Pfarrei Santi Tommaso e Teonesto                                                             |       |                      |

#### Toskana

Verwaltungseinteilung der Toskana

Verwaltungseinteilung der Toskana

– Siehe auch gotische Backsteinbauten in der Toskana (66) –
Bisher erfasst: 5
| Ort                          | Bauwerk                     | Bauzeit | Anmerkungen                                      | Fotos | Fotos               |
| ---------------------------- | --------------------------- | ------- | ------------------------------------------------ | ----- | ------------------- |
| Pisa                         | Cappella di Sant'Agata (CC) | 1063    |                                                  |       |                     |
| Pisa                         | Santo Sepolcro              | 12. Jh. | nur Kampanile aus Backstein                      |       |                     |
| San Gimignano, Provinz Siena | San Bartolo (CC)            | 12. Jh. |                                                  |       |                     |
| San Gimignano, Provinz Siena | San Lorenzo al Ponte (CC)   | 13. Jh. | einschiffig ?                                    |       | Innenfotos fehlen   |
| Siena                        | San Pietro a Ovile (CC)     | 13. Jh. | romanische Hallenkirche, im 18. Jh. barockisiert |       | BeWeB mit Innenfoto |

### Sardinien
| Ort          | Bauwerk                          | Bauzeit     | Anmerkungen                                                     | Fotos | Fotos |
| ------------ | -------------------------------- | ----------- | --------------------------------------------------------------- | ----- | ----- |
| Codrongianos | Santissima Trinità di Saccargia  | 12. Jh.     | mosaikartige Backsteinbänderung von Gewölben                    |       |       |
| Olbia        | San Simplicio                    | 11./12. Jh. | Tonnengewölbe und Wände in Höhe der Tonnengewölbe aus Backstein |       |       |
| Siligo       | Nostra Signora di Mesumundu (CC) | Ende 6. Jh. | byzantinisch                                                    |       |       |

### Sizilien

Gliederung Siziliens

– Siehe auch gotische Backsteinbauten in Sizilien (1) –
In Sizilien entstand parallel zur Romanik Arabo-Normannische Architektur
Bisher erfasst: 8
| Ort                                | Bauwerk                                 | Bauzeit           | Anmerkungen | Fotos | Fotos |
| ---------------------------------- | --------------------------------------- | ----------------- | --- | ----- | ----- |
| Casalvecchio Siculo, Metr. Messina | Santi Pietro e Paolo d’Agrò             | 1116/1117         | |       |       |
| Cefalà Diana, Metr. Palermo        | Bagni di Cefalà Diana                   |                   | entgegen der häufig verwendeten Bezeichnung „Terme Arabe“ erst unter normannischer Herrschaft errichtet                            |       |       |
| Itala, Metr. Messina               | Santi Pietro e Paolo, (CC)              | ab 1093           | |       |       |
| Mili San Pietro, Metr. Messina     | Santa Maria (CC)                        | um 1090           | |       |       |
| Messina                            | San Tommaso (CC)                        | 11 Jh.            | Portalbogen und schmale Bänder aus Backstein                                                                                       |       |       |
| Messina                            | Ssima. Annunziata dei Catalani (BILDER) | zw. 1150 und 1200 | Einschüsse von Backstein in der Westfassade und im Inneren, Ostfassade virtuoses Steinmosaik, aber auch Backsteinbänder            |       |       |
| Monreale, Metr. Palermo            | Kathedrale                              | 1172–1176         | Apsis: schmale Backsteinsimse über dem Erdgeschoss und unter der Dachtraufe                                                        |       |       |
| Monti Peloritani, Metr. Messina    | Santa Maria della Valle (CC)            | Kern 12. Jh.      | dünne Backsteinlagen in den Apsiden; 12. Jh. Zentralbau, 13. Jh. Schiff, ab 1303 Sizilianische Gotik mit Gewölben, 17. Jh. Verfall |       |       |

### Toskana
– Siehe auch gotische Backsteinbauten in der Toskana (65) –
Bisher erfasst: 8
| Ort                                  | Bauwerk                                            | Bauzeit                        | Anmerkungen | Fotos | Fotos |
| ------------------------------------ | -------------------------------------------------- | ------------------------------ | --- | ----- | ----- |
| Carrara                              | Abtei Santo Stefano (CC)                           | 1160 (?)                       | Längsseiten: Bänderung aus Naturstein und Backstein, Fensterfassungen aus Backstein, Turmspitze Kegeldach aus Backstein; spätgot. Werksteinportal |       |       |
| Certaldo, Metr. Florenz              | Certaldo Alto (CC)                                 | 12./13. Jh.                    | mehrere romanische (und gotische) Backsteinhäuser                                                                                                 |       |       |
| Castelfiorentino                     | Kirche Santi Ippolito e Biagio (CC)                | 1202                           | |       |       |
| Pisa                                 | Cappella di Sant'Agata (CC)                        | ca. 1130                       | |       |       |
| Pisa                                 | Kampanile der Kirche Santo Sepolcro                | ab 1113                        | Sockelgeschoss und Kirche (Zentralbau) aus Werkstein                                                                                              |       |       |
| Pistoia                              | Kirche San Bartolomeo in Pantano („im Sumpf“) (CC) | Turm- oberteil Ende 13. Jh.    | gegründet 8. Jh., heutige Kirche 12. Jh., Oberteil des Kampanile mit Kanten aus Backstein                                                         |       |       |
| Prato                                | Kirche Sant’Agostino (CC)                          | Kirche ab 1270, Turm 1400–1440 | Oberteil des Turms reiner Backstein, unterhalb Mischmauerwerk; Backstein (seit 1965 freiliegend) auch die romanischen Säulen in der Kirche        |       |       |
| Carducci, Valdicastello, Prov. Lucca | Kirche S. Giovanni e Santa Felicita (CC)           | 11./12. Jh.                    | Kirchengebäude Naturstein |       |       |

### Trentino mit Südtirol
– Siehe such Gotische Backsteinbauten im Trentino mit Südtirol (2) –
Bisher gefunden: 3
| Ort             | Bauwerk     | Bauzeit | Anmerkungen | Fotos | Fotos |
| --------------- | ----------- | --- | --- | ----- | ----- |
| Brixen          | Brixner Dom | 1174–1274 | Erstbau um 600; 1745–1754 barockisiert und verputzt, aber am südlichen Kreuzgang etwas Sichtbackstein (teilw. erneuert) |       |       |
| Trento (Trient) | San Lorenzo | ab 2. H. 12. Jh.                                                                                                   | Backstein im Portalbogen und der Obergadenzone sichtbar                                                                 |       |       |
| Trento (Trient) | Torre Vanga | Kern 1210, zumeist in bischöflicher Hand, Aufstockungen in Backstein im 14./15. Jh., aber überw. romanische Formen | Kern 1210, zumeist in bischöflicher Hand, Aufstockungen in Backstein im 14./15. Jh., aber überw. romanische Formen      |       |       |

### Venetien

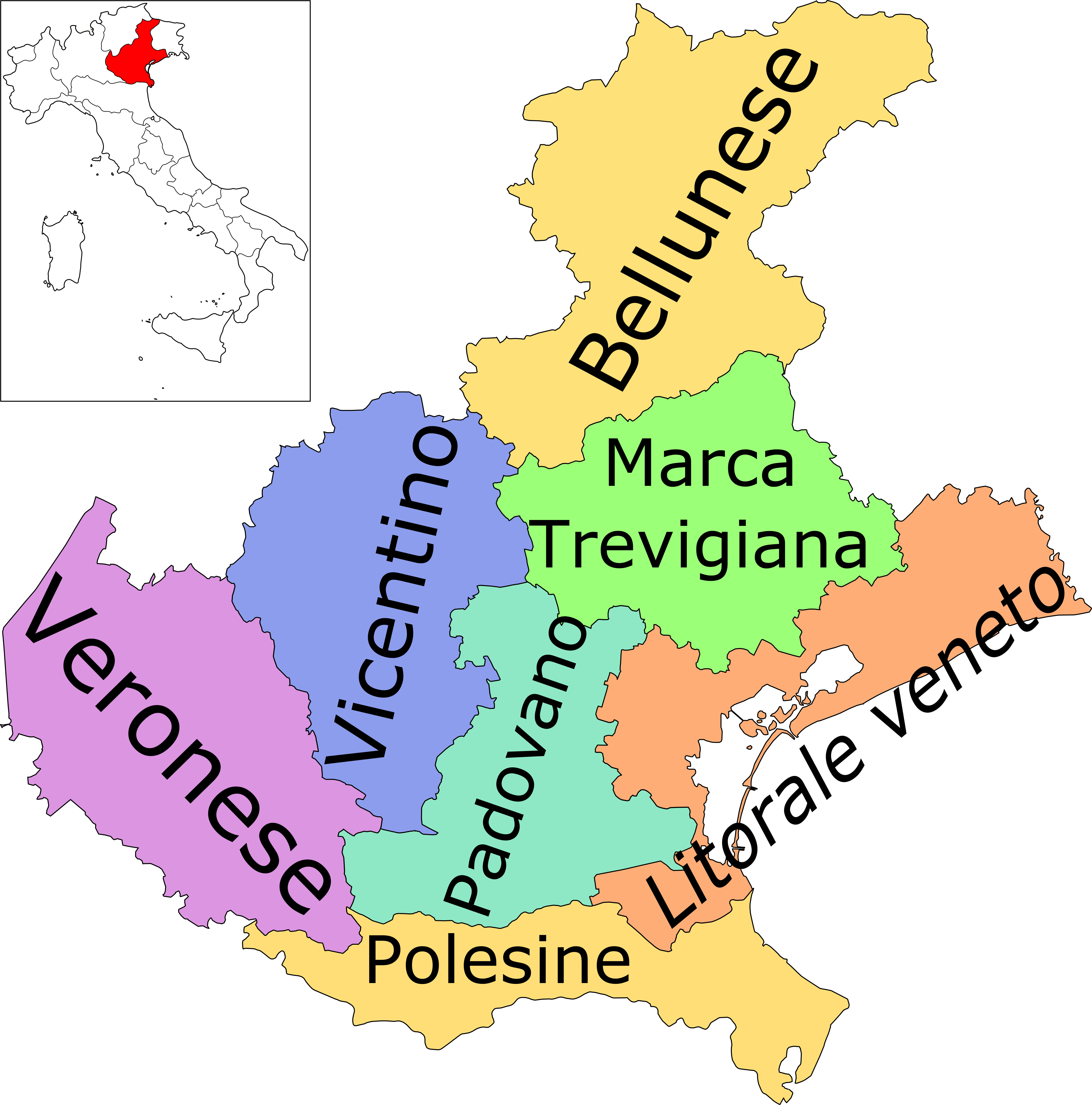
Verwaltungseinteilung Venetiens

– Siehe such Gotische Backsteinbauten in Venetien (84) –
Bisher erfasst: 23
| Ort                             | Bauwerk                                         | Bauzeit             | Anmerkungen | Fotos | Fotos |
| ------------------------------- | ----------------------------------------------- | ------------------- | --- | ----- | ----- |
| Arquà Petrarca, Prov. Padua     | Kirche Santa Maria Assunta (CC)                 | 1206                | Triumphbogen, Traufenfries und Obergaden aus Backstein |       |       |
| Cittadella Prov. Padua          | Stadtbefestigung                                | 1220                | Vorposten der Stadt Padua vollständig erhalten, überwiegend Rundbögen, einzelne (nur teilw. mittelalt.) Spitzbögen                                               |       |       |
| Este, Prov. Padua               | Rocca di Ponte di/della Torre                   | 12. u. 13. Jh.      | |       |       |
| Isola della Scala, Prov. Verona | Torre scaligera (CC)                            | 1011 u. nach 1332   | 1330/1332 zerstört; einige Teile Mischmauerwerk |       |       |
| Isola Vicentina, Prov. Vicenza  | Kirche Santa Maria del Cengio (CC)              | Kern 1192           | Erweiterungen 1455 und 1905 |       |       |
| Monselice, Prov. Padua          | Kirche Santo Stefano (CC)                       |                     | Kern romanisch u. gotisch, 1621 erweitert, Putzfassade mit Backsteinlisenen, verputzter Spitzbogenfries unter Giebelkante mit Backsteinsaum                      |       |       |
| Murano                          | Santi Maria e Donat                             |                     | Backstein v. a. romanisch; Presbyterium (Apsis) 13, Jh. gotisch                                                                                                  |       |       |
| San Bonifacio, Prov. Verona     | Abtei San Piatro                                |                     | Romanisch: Apsiden mit Backsteineinschüssen; Turm mit gotischem Obergeschoss des 15. Jh. aus Backstein                                                           |       |       |
| Treviso                         | Palazzo dei Trecento (CC)                       | 1185                | im Zweiten Weltkrieg stark zerstört |       |       |
| Venezia (Venedig)               | San Marco (Markusdom)                           | 1063–1094           | Erhöhung der Kuppeln im 13. Jh., Gotisierung im 14. Jh. |       |       |
| Verona                          | Duomo (Dom)                                     | ab 1117             | mehrere Außenwände aus Tuffquadern im Wechsel mit mehrlagigen Backsteinbändern                                                                                   |       |       |
| Verona                          | Kirche Santi Apostoli (CC)                      | Weihe 1194          | Tuffquader im Wechsel mit mehrlagigen Backsteinbändern; später erhöht                                                                                            |       |       |
| Verona                          | Sant’ Elena                                     | ab 1117             | mehrere Außenwände aus Tuffquadern im Wechsel mit mehrlagigen Backsteinbändern, Sichtbackstein auch innen                                                        |       |       |
| Verona                          | San Lorenzo                                     | ab 1117             | Bänderung aus Tuffsteinquadern und Einzellagen von Backstein |       |       |
| Verona                          | San Giovanni in Fonte                           | ab 1120             | Baptisterium der Kathedrale, Bänder von Tuffsteinquadern und bis zu 5 Lagen Backstein, innen Sichtbackstein                                                      |       |       |
| Verona                          | San Giovanni in Foro                            | 1141 Stifts- kirche | mehrere Veränderungen nach 1172, Tuffquader und Backstein, innen kaum Sichtbackstein                                                                             |       |       |
| Verona                          | Santa Maria Antica                              | 1185                | Tuffsteinquader und einlagige Backsteinbänder |       |       |
| Verona                          | Santa Maria in Chiavica (CC)                    | 12. Jh.             | Glockenturm mit viel Backstein |       |       |
| Verona                          | San Procolo (CC)                                | nach 1117           | Feldstein und Backstein, evtl. urspr. verputzt, innen Triumphbogen mit Backsteinainschüssen                                                                      |       |       |
| Verona                          | Santissima Trinità (Dreifaltigkeitskirche) (CC) | nach 1117           | romanisch Tuffstein mit mehrlagigen Backsteinbändern, spätere Veränderungen                                                                                      |       |       |
| Verona                          | San Zeno Maggiore                               | ab 1117             | Fassade mit Backstein am Portikus und dem Fensterband Längsseiten Tuffsteinquader und mehrlagige Backsteinbänder, auch innen Bänderungen von Tuff- und Backstein |       |       |
| Verona                          | San Zeno in Oratorio (CC)                       | ab 1117             | Seitenschiffe 13./14. Jh. gotisch Mischmauerwerk mögl. uespr. verputzt<nbr />Arkaden, Triumpf- und Chorbogen aus Backstein                                       |       |       |
| Vicenza                         | Basilica dei Santi Felice e Fortunato (CC)      | 1. Hälfte 12. Jh.   | |       |       |

## Mittlerer Donauraum
Alle hier dargestellten Bauten standen in der Zeit der Romanik im Königreich Ungarn

### Slowakei
Die Slowakei war vom Beginn des 11. Jahrhunderts bis zum Ende des Ersten Weltkriegs der slawische Norden Ungarns. Vorher war der slowakische Anteil am Pannonischen Becken ein Kerngebiet des Mährischen Reichs gewesen, das in der Einflusssphäre des Byzantinischen Reichs lag (Kyrillische Schrift).
| Ort                                                      | Bauwerk                                         | Bauzeit       | Anmerkungen | Fotos | Fotos |
| -------------------------------------------------------- | ----------------------------------------------- | ------------- | --- | ----- | ----- |
| Dražovce, Stadt Nitra                                    | K. sv. Michala archanjela (Michaelskirche) (CC) | Mitte 11. Jh. | oberer Teil der Apsis (mit Fries) aus Backstein, Empore 12. Jh. (Backstein, heute verputzt), Dachreiter Mitte 13. Jh. (Backstein, Spitzbogenfenster) |       |       |
| Jelka, Okres Galanta, Trnavský kraj                      | katholische Kirche                              | 13. Jh.       | Veränderungen 1457, 1547–1577 und 1756, heute verputzt                                                                                               |       |       |
| Livina, Okres Partizánske, Trenčiansky kraj              | König-Stephan-Kirche (CC)                       | 12./13. Jh.   | heute verputzt |       |       |
| Štvrtok na Ostrove, Okres Dunajská Streda, Trnavský kraj | Kostol sv. Jakuba staršieho> (CC)               | 13. Jh.       | im 14. Jh. umgebaut (Polygonalchor und Maßwerkfenster)                                                                                               |       |       |

### Ungarn
| Ort                                       | Bauwerk                       | Bauzeit                    | Anmerkungen                                                                     | Fotos | Fotos |
| ----------------------------------------- | ----------------------------- | -------------------------- | ------------------------------------------------------------------------------- | ----- | ----- |
| Árpás, linkes Ufer der unteren Raab       | St.-Jakob-Kirche (CC)         | 1251                       | romanisch und gotisch, Prämonstratenser-Abteikirche                             |       |       |
| Türje, Komitat Zala, westlich des Balaton | Prämonstratenserkloster Türje | Baubeginn zw. 1230 u. 1240 | romanisch-gotischer Übergangsstil, um 1700 barockisiert, um 1900 re-romanisiert |       |       |

### Slowenien
| Ort                               | Bauwerk                                    | Bauzeit              | Anmerkungen                                                                                               | Foto |
| --------------------------------- | ------------------------------------------ | -------------------- | --- | ---- |
| Domanjševci, Šalovci, Prekmurje   | Cerkev Sv. Martina (Martinskirche) (CC)    | 1230–1240            | Kern romanisch, aber Obergeschoss mit heute vermauerten gotischen Fenstern, urspr. anscheinend geschlämmt |      |
| Selo, Moravske Toplice, Prekmurje | Cerkev Sveti Nikolaja (Nicolaikirche) (CC) | 1. Hälfte d. 13. Jh. | Rundkirche aus geschlämmtem Backstein                                                                     |      |

### Serbien
| Ort                                              | Bauwerk            | Bauzeit     | Anmerkungen | Foto |
| ------------------------------------------------ | ------------------ | ----------- | --- | ---- |
| Arača, Novo Miloševo, Gem. Novi Bečej, Vojvodina | Klosterkirche (CC) | 12./13. Jh. | romanische Benediktinerkirche, im 14. Jh. nach Zerstörung wiederhergestellt und um einen gotischen Turm erweitert, 1720 aufgegeben |      |